# Перелік російських авіабомбових ударів під час російського вторгнення
Перелік російських авіабомбових ударів під час російського вторгнення 2022, інформація про які була опублікована у відкритих джерелах.

## 2022

### Лютий
| дата       | місце           | місце     | жертви | подробиці                                                                      |
| ---------- | --------------- | --------- | ------ | ------------------------------------------------------------------------------ |
| 27.02.2022 | Донецька обл.   | Маріуполь | —      | уражено житлові будинки на пр. Перемоги, 115, вул. Горлівській, 4, 6, технікум |
| 28.02.2022 | Харківська обл. | Ізюм      | —      | пʼятиповерхові житлові будинки                                                 |

### Березень
| дата       | місце             | місце      | жертви                                                     | подробиці                                                                                    |
| ---------- | ----------------- | ---------- | ---------------------------------------------------------- | -------------------------------------------------------------------------------------------- |
| 01.03.2022 | Харківська обл.   | Харків     | 8 загиблих, 6 поранено                                     | влучання авіабомб у п'ятиповерхівку на проспекті Новобаварському, 5                          |
| 01.03.2022 | Київська обл.     | Бородянка  | щонайменше 41 загиблий, невстановлена кількість поранених  | бомбардування житлових багатоповерхівок                                                      |
| 02.03.2022 | Київська обл.     | Бородянка  | щонайменше 41 загиблий, невстановлена кількість поранених  | бомбардування житлових багатоповерхівок                                                      |
| 03.03.2022 | Київська обл.     | Бородянка  | щонайменше 41 загиблий, невстановлена кількість поранених  | бомбардування житлових багатоповерхівок                                                      |
| 03.03.2022 | Чернігівська обл. | Чернігів   | 47 загиблих, невстановлена кількість поранених             | цивільна інфраструктура                                                                      |
| 03.03.2022 | Одеська обл.      | Біленьке   | —                                                          | відомо про авіаудари в районі села Біленьке Одеської області                                 |
| 03.03.2022 | Одеська обл.      | Затока     | —                                                          | внаслідок авіаудару пошкодження отримала будівля, зведена під готель                         |
| 03.03.2022 | Харківська обл.   | Яковлівка  | 3 загиблий, 7 поранено                                     | зруйновані близько 30 приватних житлових будинків                                            |
| 07.03.2022 | Сумська обл.      | Суми       | щонайменше 15 загиблих, невстановлена кількість поранених  | влучання у житлові квартали                                                                  |
| 07.03.2022 | Сумська обл.      | Охтирка    | 1 загиблий, 14 поранено                                    | обстріл житлових кварталів                                                                   |
| 07.03.2022 | Сумська обл.      | Битиця     | 1 загиблий                                                 | авіабомбовий удар по території населеного пункту                                             |
| 08.03.2022 | Сумська обл.      | Суми       | щонайменше 22 загиблих, невстановлена кількість поранених  | влучання у житлові квартали                                                                  |
| 09.03.2022 | Донецька обл.     | Маріуполь  | 3 загиблих, 17 поранено                                    | влучання у пологовий будинок № 3 міста Маріуполя                                             |
| 09.03.2022 | Сумська обл.      | Суми       | —                                                          | в ніч з 9 на 10 березня російська ворожа авіація скинула 5 бомб на територію дитячого табору |
| 10.03.2022 | Сумська обл.      | Солдатське | —                                                          | авіабомбовий удар по території населеного пункту                                             |
| 10.03.2022 | Сумська обл.      | Битиця     | —                                                          | авіабомбовий удар по території населеного пункту                                             |
| 13.03.2022 | Харківська обл.   |            | —                                                          | удар по промислово-виробничій інфраструктурі                                                 |
| 16.03.2022 | Донецька обл.     | Маріуполь  | щонайменше 300 загиблих, невстановлена кількість поранених | авіаудар по Маріупольському театру                                                           |
| 19.03.2022 | Харківська обл.   | Харків     | —                                                          | влучання авіабомби у дев'ятиповерхівку на Салтівці, бомба не здетонувала і знешкоджена       |

### Квітень
| дата       | місце         | місце     | подробиці                                  |
| ---------- | ------------- | --------- | ------------------------------------------ |
| 19.04.2022 | Донецька обл. | Маріуполь | бомбардування території заводу «Азовсталь» |

### Травень
| дата       | місце         | місце     | подробиці                                                                                   |
| ---------- | ------------- | --------- | ------------------------------------------------------------------------------------------- |
| 09.05.2022 | Донецька обл. | Долина    | внаслідок влучання зруйновано Свято-Георгіївський скит Свято-Успенської Святогірської лаври |
| 12.05.2022 | Донецька обл. | Маріуполь | бомбардування території заводу «Азовсталь»                                                  |

## 2023

### Лютий
| дата       | місце      | місце          | жертви | подробиці                        |
| ---------- | ---------- | -------------- | ------ | -------------------------------- |
| 11.02.2023 | Чорне море | острів Зміїний | —      | бомбовий удар по острову Зміїний |

### Березень
Щонайменше шість авіабомб було скинуто в околицях Сіверська у березні 2023.
| дата       | місце             | місце             | жертви | подробиці                                                            |
| ---------- | ----------------- | ----------------- | ------ | -------------------------------------------------------------------- |
| 04.03.2023 | Чернігівська обл. | Чернігівська обл. | —      | 4 березня стало відомо про застосування росіянами бомб УПАБ-1500В    |
| 12.03.2023 | Донецька обл.     | Донецьк           | —      | падіння авіабомби на вулиці Грекова у Жовтневому районі Донецька     |
| 24.03.2023 | Сумська обл.      | Білопілля         | —      | влучання у школу                                                     |
| 24.03.2023 | Херсонська обл.   | Бериславський р-н | —      | пошкоджена будівля рятувальної частини                               |
| 26.03.2023 | Херсонська обл.   | Козацьке          | —      | о 16:00 було атаковано ліцей, будівлю навчального закладу зруйновано |
| 30.03.2023 | Херсонська обл.   | Львове            | —      | пошкодження 10 приватних будинків                                    |

### Квітень
| дата       | місце                 | місце               | жертви                 | подробиці |
| ---------- | --------------------- | ------------------- | ---------------------- | --- |
| 04.04.2023 | Херсонська обл.       | Херсонська обл.     | —                      | влучання трьох авіабомб у промислову інфраструктуру                                                          |
| 05.04.2023 | Запорізька обл.       | Запорізька обл.     | —                      | авіабомба яка не здетонувала була виявлена на подвір'я житлового будинку у Запорізькій області і знешкоджена |
| 09.04.2023 | Херсонська обл.       | Кізомис             | —                      | влучання у промислову інфраструктуру, авіабомбові удари по території населених пунктів                       |
| 09.04.2023 | Херсонська обл.       | Новоберислав        | —                      | влучання у промислову інфраструктуру, авіабомбові удари по території населених пунктів                       |
| 12.04.2023 | Херсонська обл.       | Бериславський р-н   | —                      | влучання у промислову інфраструктуру                                                                         |
| 13.04.2023 | Луганська обл.        | Сєвєродонецький р-н | —                      | влучання двох авіабомб у електропідстанцію                                                                   |
| 13.04.2023 | Херсонська обл.       | Зміївка             | 1 загиблий, 1 поранено | влучання у приміщення школи                                                                                  |
| 15.04.2023 | Херсонська обл.       | Бериславський р-н   | —                      | влучання у промислову інфраструктуру                                                                         |
| 20.04.2023 | Донецька обл.         | Вугледар            | —                      | влучання у житлову багатоповерхівку                                                                          |
| 21.04.2023 | РФ, Бєлгородська обл. | Бєлгород            | —                      | помилкове падіння двох авіабомб у житлові квартали під час польоту                                           |
| 22.04.2023 | Херсонська обл.       | Херсонський р-н     | —                      | влучання трьох авіабомб в рекреаційну зону та портову інфраструктуру                                         |
| 22.04.2023 | Херсонська обл.       | Бериславський р-н   | —                      | влучання трьох авіабомб в рекреаційну зону та портову інфраструктуру                                         |
| 25.04.2023 | Херсонська обл.       | Херсонський р-н     | —                      | влучання у незаселену місцевість                                                                             |
| 25.04.2023 | Херсонська обл.       | Кізомис             | —                      | пошкоджено та зруйновано понад 12 житлових будинків і церква та інша цивільна інфраструктура                 |
| 26.04.2023 | Херсонська обл.       | Херсонська обл.     | 1 поранена             | пошкодження цивільних будівель внаслідок детонації трьох авіабомб                                            |

### Травень
| дата       | місце                 | місце                 | жертви                | подробиці                                                                |
| ---------- | --------------------- | --------------------- | --------------------- | ------------------------------------------------------------------------ |
| 01.05.2023 | Чернігівська обл.     | Лизунівка             | 1 загибла, 2 поранено | влучання двох авіабомб у школу та двір будинку                           |
| 04.05.2023 | Україна               | Україна               | —                     | зафіксовано авіабомби що не здетонували                                  |
| 04.05.2023 | РФ, Бєлгородська обл. | РФ, Бєлгородська обл. | —                     | зафіксовано авіабомби що не здетонували                                  |
| 05.05.2023 | Сумська обл.          | Глухів                | 5 поранено            | від авіабомб пошкоджено 44 приватні домоволодіння й один освітній заклад |
| 24.05.2023 | Сумська обл.          | Юнаківка              | —                     | влучання авіабомби у дитячий садок                                       |
| 25.05.2023 | РФ, Бєлгородська обл. | Калініно              | —                     | авіабомбу ФАБ-500 виявлено в полі                                        |

### Червень
| дата       | місце           | місце      | жертви                 | подробиці                                                            |
| ---------- | --------------- | ---------- | ---------------------- | -------------------------------------------------------------------- |
| 02.06.2023 | Харківська обл. | Ківшарівка | 2 загиблих, 4 поранено | влучання двох авіабомб у житлову забудову                            |
| 05.06.2023 | Донецька обл.   | Торецьк    | 6 поранено             | влучання авіабомб у житлову забудову                                 |
| 15.06.2023 | Донецька обл.   | Північне   | —                      | зафіксовано авіабомбовий удар                                        |
| 27.06.2023 | Харківська обл. | Вовчанськ  | —                      | під час розміновування спеціалісти знайшли 500-кілограмову авіабомбу |

### Липень
| дата       | місце           | місце           | жертви                  | подробиці |
| ---------- | --------------- | --------------- | ----------------------- | --- |
| 06.07.2023 | Донецька обл.   | Маріуполь       | —                       | окупаційними службами було знайдено посеред житлового кварталу нерозірвану авіабомбу ФАБ-500                                 |
| 07.07.2023 | Україна         | Україна         | —                       | cапери 28 омбр знищили ФАБ-250 з комплектом МПК                                                                              |
| 09.07.2023 | Запорізька обл. | Оріхів          | 4 загиблих, 15 поранено | влучання авіабомб у пункт незламності                                                                                        |
| 25.07.2023 | Херсонська обл. | Козацьке        | —                       | зафіксовано авіабомбовий удар по перевантажувальному терміналу компанії «НІБУЛОН»                                            |
| 26.07.2023 | Херсонська обл. | Зміївка         | —                       | влучання у приміщення спортзалу школи, 2й обстріл одного і того ж навчального закладу та пошкодження сільського господарства |
| 28.07.2023 | Запорізька обл. | Запорізька обл. | —                       | відомо про утилізацію російської бомби що не вибухнула                                                                       |

### Серпень
| дата       | місце           | місце     | жертви                 | подробиці                                                             |
| ---------- | --------------- | --------- | ---------------------- | --------------------------------------------------------------------- |
| 05.08.2023 | Харківська обл. | Купʼянськ | 2 загиблих, 4 поранено | росіяни скинули авіаційну бомбу на центр переливання крові Купʼянська |
| 10.08.2023 | Харківська обл. | Купʼянськ | —                      | влучання у приміщення міськради                                       |
| 23.08.2023 | Херсонська обл. | Херсон    | 5 поранено             | влучання авіабомби у приміщення дитячого садку                        |

### Вересень
| дата       | місце           | місце             | жертви                   | подробиці                                                                                                 |
| ---------- | --------------- | ----------------- | ------------------------ | --- |
| 08.09.2023 | Херсонська обл. | Одрадокам'янка    | 3 загиблих, 4 поранено   | росіяни скинули авіаційну бомбу на житлову забудову села Одрадокаʼянка                                    |
| 15.09.2023 | Херсонська обл. | Нова Каховка      | 1 загиблий, 12+ поранено | авіаудар по Новій Каховці 15 вересня 2023                                                                 |
| 24.09.2023 | Херсонська обл. | Бериславський р-н | 2 загиблих               | авіабомбові удари по низці населених пунктів Бериславського району                                        |
| 24.09.2023 | Херсонська обл. | Херсон            | 1 поранена               | авіабомбовий удар по території одного з підприємств                                                       |
| 25.09.2023 | Херсонська обл. | Берислав          | 2 загиблих, 2 поранено   | удар чотирьох авіабомб, відомо про влучання у будівлю житлово-експлуатаційної контори та житловий будинок |

### Жовтень
| дата       | місце            | місце             | жертви                 | подробиці |
| ---------- | ---------------- | ----------------- | ---------------------- | --- |
| 03.10.2023 | Херсонська обл.  | Антонівка         | 1 загиблий, 7 поранено | авіаудар керованими авіабомбами по території забудованої приватними житловими будинками                                       |
| 12.10.2023 | південь України  | південь України   | —                      | зафіксовано атакущо найменше 21 КАБ на півдні України протягом 12 жовтня                                                      |
| 18.10.2023 | Житомирська обл. | Коростенський р-н | —                      | cапери знищили авіабомбу ФАБ-500 часів російського весняного наступу на північ України                                        |
| 18.10.2023 | Херсонська обл.  | Каховка           | —                      | влучання у приміщення фабрики «ОПЕНТЕК» та пошкодження житлових будинків поруч                                                |
| 18.10.2023 | Херсонська обл.  | Новоберислав      | 1 загиблий, 1 поранено | шість бомб було скинуто на Новоберислав, одна з яких влучила у приватний будинок                                              |
| 18.10.2023 | Харківська обл.  | Дружелюбівка      | 3 загиблих             | російські військові скинули керовану авіабомбу на село Дружелюбівка, внаслідок удару загинули троє людей: батько, мати та син |
| 23.10.2023 | Україна          | Україна           | —                      | зафіксовано щонайменше 103 авіабомб, якими завдали ударів по населених України протягом 23 жовтня                             |
| 25.10.2023 | Херсонська обл.  | Берислав          | 1 загиблий, 1 поранено | близько 07:20 ворог скинув керовану авіабомбу на житловий квартал міста                                                       |
| 26.10.2023 | Херсонська обл.  | Берислав          | 1 загиблий             | Пошкоджені об'єкти цивільної інфраструктури, дитячий садок, приміщення кафе, через атаку загинув 59-річний чоловік            |

### Листопад
| дата       | місце           | місце             | жертви     | подробиці |
| ---------- | --------------- | ----------------- | ---------- | --- |
| 05.11.2023 | Херсонська обл. | Херсонська обл.   | —          | зафіксовано щонайменше 87 авіабомб, якими завдали ударів по населених пунктах Херсонщини протягом 5 листопада  |
| 06.11.2023 | РФ              | РФ                | —          | зафіксовано невдалий пуск бомби ФАБ-250 з модулем УМПК                                                         |
| 06.11.2023 | Херсонська обл. | Херсонська обл.   | —          | 6 листопада лише по Херсонській області росіяни, за даними міністра внутрішніх справ, випустили 87 бомб з УМПК |
| 07.11.2023 | Україна         | Україна           | —          | зафіксовано щонайменше 103 авіабомб, якими завдали ударів по населених України протягом 7 листопада            |
| 17.11.2023 | Херсонська обл. | Херсонська обл.   | —          | зафіксовано щонайменше 57 керованих авіабомб впродовж доби добу                                                |
| 21.11.2023 | Херсонська обл. | Бериславський р-н | 2 поранено | відомо про скидання 25 керованих авіабомб на населені пункти двох районів 21 листопада                         |
| 21.11.2023 | Херсонська обл. | Каховський р-н    | 2 поранено | відомо про скидання 25 керованих авіабомб на населені пункти двох районів 21 листопада                         |
| 26.11.2023 | Донецька обл.   | Горлівський р-н   | —          | відомо про помилковий авіабомбовий удар росіян по інфраструктурі окупованих територій                          |

### Грудень
| дата       | місце           | місце  | жертви     | подробиці                     |
| ---------- | --------------- | ------ | ---------- | ----------------------------- |
| 31.12.2023 | Харківська обл. | Борова | 3 загиблих | влучання по житловій забудові |

## 2024
Станом на 18 березня, від початку 2024 року бойова авіація РФ скинула на позиції Сил оборони України понад 3500 авіабомб.

### Січень
| дата       | місце                 | місце                 | жертви     | подробиці |
| ---------- | --------------------- | --------------------- | ---------- | --- |
| 04.01.2024 | РФ, Бєлгородська обл. | РФ, Бєлгородська обл. | —          | зафіксовано авіабомби що не здетонували                                                                                    |
| 08.01.2024 | Луганська обл.        | Рубіжне               | —          | зафіксовано авіабомбу що не здетонувала                                                                                    |
| 09.01.2024 | Україна               | Україна               | —          | бійцями 53 ОМБр зафіксовано залишки касетної бомби РБК-500 з модулем УМПК                                                  |
| 10.01.2024 | Харківська обл.       | Вільхуватка           | 1 загибла  | війська рф вдень скинули дві керовані авіаційні бомби на село, частково зруйновано будівлю навчального закладу             |
| 13.01.2024 | Херсонська обл.       | Берислав              | 1 поранена | зруйновано двоповерховий житловий будинок                                                                                  |
| 15.01.2024 | Донецька обл.         | Авдіївка              | —          | 15 січня 2024 стало відомо що за два тижні росіяни скинули на Авдіївку близько 250 авіабомб                                |
| 15.01.2024 | Донецька обл.         | Нью-Йорк              | 3 поранено | 15 січня 2024 російські війська скинули на житлові квартали селища Нью-Йорка чотири авіабомби КАБ-500, одна не здетонувала |
| 27.01.2024 | РФ, Бєлгородська обл. | Корочанський р-н      | —          | відомо про щонайменше дві авіабомби що не здетонували                                                                      |
| 27.01.2024 | РФ, Бєлгородська обл. | Бєлгородський р-н     | —          | відомо про щонайменше дві авіабомби що не здетонували                                                                      |

### Лютий
| дата       | місце | місце | жертви | подробиці |
| ---------- | --- | --- | --- | --- |
| 01.02.2024 | Херсонська обл. | Саблуківка | — | вночі окупанти вдарили по населеному пункту двома керованими авіабомбами, під удар потрапили житлові будинки та господарські споруди                                |
| 02.02.2024 | Херсонська обл. | Херсон | — | росіяни скинули авіабомбу по центру Херсона, пошкоджено житлові будинки                                                                                             |
| 09.02.2024 | Сумська обл. | Сумський р-н | 3 загиблих, 4 поранено | пообіді по Сумському району ворог випустив 7 керованих авіабомб, в одному із сіл поцілило по майстерні агрофірми, загиблі та поранені – цивільні працівники         |
| 14.02.2024 | Харківська обл. | Великий Бурлук | 4 загиблих, 5 поранено | влучання у двохповерховий житловий будинок та в ще один поряд із ним                                                                                                |
| 17.02.2024 | Харківська обл. | Куп'янськ | 1 загибла, 5 поранено | влучання у приватні та багатоквартирні житлові будинки, відомо про 18 скинутих бомб протягом доби                                                                   |
| 22.02.2024 | Харківська обл. | Купʼянський р-н | — | 22 лютого на Куп'янщині сапери ДСНС знищили 2 нерозірвані авіаційні бомби                                                                                           |
| 22.02.2024 | Харківська обл. | Купʼянський р-н | — | 22 лютого на Куп'янщині сапери ДСНС знищили 2 нерозірвані авіаційні бомби                                                                                           |
| 28.02.2024 | Харківська обл. | Куп'янськ | 2 загиблих, 5 поранено | окупанти влучили авіабомбами ФАБ-500 по центральній частині Куп'янська у церкву Ісуса Христа, житлові будинки, приміщення кафе                                      |
| 28.02.2024 | Харківська обл. | Великий Бурлук | 2 загиблих, 1 поранено | влучання по території залізничного вокзалу |
| 29.02.2024 | відомо про застосування 121 керованих авіабомб по Сумській, Харківській, Запорізькій та Донецькій областях протягом 29 лютого / 1 березня станом на ранок 1 березня | відомо про застосування 121 керованих авіабомб по Сумській, Харківській, Запорізькій та Донецькій областях протягом 29 лютого / 1 березня станом на ранок 1 березня | відомо про застосування 121 керованих авіабомб по Сумській, Харківській, Запорізькій та Донецькій областях протягом 29 лютого / 1 березня станом на ранок 1 березня | відомо про застосування 121 керованих авіабомб по Сумській, Харківській, Запорізькій та Донецькій областях протягом 29 лютого / 1 березня станом на ранок 1 березня |
| 29.02.2024 | Донецька обл. | Миколаївка | — | армія РФ завдала авіаудару, пошкоджені лікарня, приватні будинки та електромережі                                                                                   |

### Березень
| дата       | місце | місце | жертви | подробиці |
| ---------- | --- | --- | --- | --- |
| 01.03.2024 | відомо про застосування 62 керованих авіабомб по Сумській, Харківській, Запорізькій, Донецькій та Луганській областях протягом 1-2 березня станом на 12:00 2 березня     | відомо про застосування 62 керованих авіабомб по Сумській, Харківській, Запорізькій, Донецькій та Луганській областях протягом 1-2 березня станом на 12:00 2 березня     | відомо про застосування 62 керованих авіабомб по Сумській, Харківській, Запорізькій, Донецькій та Луганській областях протягом 1-2 березня станом на 12:00 2 березня     | відомо про застосування 62 керованих авіабомб по Сумській, Харківській, Запорізькій, Донецькій та Луганській областях протягом 1-2 березня станом на 12:00 2 березня     |
| 02.03.2024 | відомо про застосування 40 керованих авіабомб по Сумській, Запорізькій та Донецькій областях протягом 2-3 березня станом на 12:00 3 березня                              | відомо про застосування 40 керованих авіабомб по Сумській, Запорізькій та Донецькій областях протягом 2-3 березня станом на 12:00 3 березня                              | відомо про застосування 40 керованих авіабомб по Сумській, Запорізькій та Донецькій областях протягом 2-3 березня станом на 12:00 3 березня                              | відомо про застосування 40 керованих авіабомб по Сумській, Запорізькій та Донецькій областях протягом 2-3 березня станом на 12:00 3 березня                              |
| 02.03.2024 | Донецька обл. | Торецьк | — | піротехніки ДСНС вилучили з території приватного домоволодіння авіаційну бомбу КАБ-250 та знищили її у встановленому порядку                                             |
| 03.03.2024 | відомо про застосування 112 керованих авіабомб по Сумській, Запорізькій, Донецькій та Луганській областях протягом 3-4 березня станом на 10:00 4 березня                 | відомо про застосування 112 керованих авіабомб по Сумській, Запорізькій, Донецькій та Луганській областях протягом 3-4 березня станом на 10:00 4 березня                 | відомо про застосування 112 керованих авіабомб по Сумській, Запорізькій, Донецькій та Луганській областях протягом 3-4 березня станом на 10:00 4 березня                 | відомо про застосування 112 керованих авіабомб по Сумській, Запорізькій, Донецькій та Луганській областях протягом 3-4 березня станом на 10:00 4 березня                 |
| 03.03.2024 | Донецька обл. | Курахове | 17 поранено | було завдано авіабомбового удару по житловому будинку |
| 04.03.2024 | відомо про застосування 94 керованих авіабомб по Сумській, Харківській, Запорізькій та Донецькій областях протягом 4-5 березня станом на 12:00 5 березня                 | відомо про застосування 94 керованих авіабомб по Сумській, Харківській, Запорізькій та Донецькій областях протягом 4-5 березня станом на 12:00 5 березня                 | відомо про застосування 94 керованих авіабомб по Сумській, Харківській, Запорізькій та Донецькій областях протягом 4-5 березня станом на 12:00 5 березня                 | відомо про застосування 94 керованих авіабомб по Сумській, Харківській, Запорізькій та Донецькій областях протягом 4-5 березня станом на 12:00 5 березня                 |
| 05.03.2024 | відомо про застосування 82 керованих авіабомб по Харківській, Запорізькій та Донецькій областях протягом 5-6 березня станом на 10:00 6 березня                           | відомо про застосування 82 керованих авіабомб по Харківській, Запорізькій та Донецькій областях протягом 5-6 березня станом на 10:00 6 березня                           | відомо про застосування 82 керованих авіабомб по Харківській, Запорізькій та Донецькій областях протягом 5-6 березня станом на 10:00 6 березня                           | відомо про застосування 82 керованих авіабомб по Харківській, Запорізькій та Донецькій областях протягом 5-6 березня станом на 10:00 6 березня                           |
| 06.03.2024 | відомо про застосування 106 керованих авіабомб по Сумській, Харківській, Запорізькій та Донецькій областях протягом 5-6 березня станом на 12:00 7 березня                | відомо про застосування 106 керованих авіабомб по Сумській, Харківській, Запорізькій та Донецькій областях протягом 5-6 березня станом на 12:00 7 березня                | відомо про застосування 106 керованих авіабомб по Сумській, Харківській, Запорізькій та Донецькій областях протягом 5-6 березня станом на 12:00 7 березня                | відомо про застосування 106 керованих авіабомб по Сумській, Харківській, Запорізькій та Донецькій областях протягом 5-6 березня станом на 12:00 7 березня                |
| 06.03.2024 | Донецька обл. | Костянтинівка | — | піротехніки ДСНС вилучили з території приватного житлового будинку та знищили її у встановленому порядку                                                                 |
| 06.03.2024 | Донецька обл. | Клебан-Бик | 2 поранено | внаслідок авіаудару по житловій забудові села зазнали поранень двоє жінок                                                                                                |
| 07.03.2024 | відомо про застосування 80 керованих авіабомб по Харківській, Запорізькій та Донецькій областях протягом 6-7 березня станом на 12:00 8 березня                           | відомо про застосування 80 керованих авіабомб по Харківській, Запорізькій та Донецькій областях протягом 6-7 березня станом на 12:00 8 березня                           | відомо про застосування 80 керованих авіабомб по Харківській, Запорізькій та Донецькій областях протягом 6-7 березня станом на 12:00 8 березня                           | відомо про застосування 80 керованих авіабомб по Харківській, Запорізькій та Донецькій областях протягом 6-7 березня станом на 12:00 8 березня                           |
| 07.03.2024 | Харківська обл. | Вовчанськ | 1 загибла, 1 поранено | російські війська здійснили обстріл Вовчанська керованою авіабомбою, пошкоджено щонайменше 12 приватних житлових будинків                                                |
| 08.03.2024 | відомо про застосування 102 керованих авіабомб по Сумській, Харківській, Запорізькій, Херсонській та Донецькій областях протягом 8 березня                               | відомо про застосування 102 керованих авіабомб по Сумській, Харківській, Запорізькій, Херсонській та Донецькій областях протягом 8 березня                               | відомо про застосування 102 керованих авіабомб по Сумській, Харківській, Запорізькій, Херсонській та Донецькій областях протягом 8 березня                               | відомо про застосування 102 керованих авіабомб по Сумській, Харківській, Запорізькій, Херсонській та Донецькій областях протягом 8 березня                               |
| 08.03.2024 | Херсонська обл. | Херсон | 1 поранений | внаслідок влучання авіабомби в будинок постраждав 7-річний хлопчик |
| 08.03.2024 | Донецька обл. | Торецьк | — | пошкоджено 18 приватних осель та дві адмінбудівлі |
| 08.03.2024 | Донецька обл. | Мирноград | 1 поранена | пошкоджені підприємство, лікарня, щонайменше 10 багатоквартирних будинків, торговельний об’єкт                                                                           |
| 08.03.2024 | Донецька обл. | Світле | — | пошкоджено фермерське господарство |
| 10.03.2024 | відомо про застосування 59 керованих авіабомб по Сумській, Харківській, Запорізькій та Донецькій областях протягом 10-11 березня станом на обід 11 березня               | відомо про застосування 59 керованих авіабомб по Сумській, Харківській, Запорізькій та Донецькій областях протягом 10-11 березня станом на обід 11 березня               | відомо про застосування 59 керованих авіабомб по Сумській, Харківській, Запорізькій та Донецькій областях протягом 10-11 березня станом на обід 11 березня               | відомо про застосування 59 керованих авіабомб по Сумській, Харківській, Запорізькій та Донецькій областях протягом 10-11 березня станом на обід 11 березня               |
| 12.03.2024 | відомо про застосування 80 керованих авіабомб по Сумській, Харківській, Запорізькій та Донецькій областях протягом 12-13 березня станом на 12:00 13 березня              | відомо про застосування 80 керованих авіабомб по Сумській, Харківській, Запорізькій та Донецькій областях протягом 12-13 березня станом на 12:00 13 березня              | відомо про застосування 80 керованих авіабомб по Сумській, Харківській, Запорізькій та Донецькій областях протягом 12-13 березня станом на 12:00 13 березня              | відомо про застосування 80 керованих авіабомб по Сумській, Харківській, Запорізькій та Донецькій областях протягом 12-13 березня станом на 12:00 13 березня              |
| 12.03.2024 | Харківська обл. | Куп'янськ | — | росіяни вночі скинули керовану авіабомбу на житловий район, внаслідок удару відбулося руйнування 5-поверхового житлового будинку                                         |
| 12.03.2024 | Донецька обл. | Мирноград | 2 загиблих, 5 поранено | окупанти скинули на місто авіабомбу «Грім-Е1» і влучили у 5-поверхівку, всього в результаті удару пошкоджені 4 будинки                                                   |
| 13.03.2024 | відомо про застосування 148 керованих авіабомб по Сумській, Харківській, Запорізькій, Донецькій та Луганській областях протягом 13-14 березня станом на 12:00 14 березня | відомо про застосування 148 керованих авіабомб по Сумській, Харківській, Запорізькій, Донецькій та Луганській областях протягом 13-14 березня станом на 12:00 14 березня | відомо про застосування 148 керованих авіабомб по Сумській, Харківській, Запорізькій, Донецькій та Луганській областях протягом 13-14 березня станом на 12:00 14 березня | відомо про застосування 148 керованих авіабомб по Сумській, Харківській, Запорізькій, Донецькій та Луганській областях протягом 13-14 березня станом на 12:00 14 березня |
| 13.03.2024 | Харківська обл. | Вовчанськ | 1 поранений | від російського авіабомбового удару пошкоджено житлові багатоповерхівки та приватні будинки, магазини                                                                    |
| 13.03.2024 | Харківська обл. | Великий Бурлук | — | пошкоджено домоволодіння, територію лікарні, лісництво |
| 14.03.2024 | Сумська обл. | Велика Писарівка | — | завдано удару по мосту |
| 14.03.2024 | Сумська обл. | Вільне | — | спроба завдати удару по мосту |
| 15.03.2024 | відомо про застосування 110 керованих авіабомб по Сумській, Харківській, Запорізькій, Донецькій та Луганській областях протягом 15-16 березня станом на 12:00 16 березня | відомо про застосування 110 керованих авіабомб по Сумській, Харківській, Запорізькій, Донецькій та Луганській областях протягом 15-16 березня станом на 12:00 16 березня | відомо про застосування 110 керованих авіабомб по Сумській, Харківській, Запорізькій, Донецькій та Луганській областях протягом 15-16 березня станом на 12:00 16 березня | відомо про застосування 110 керованих авіабомб по Сумській, Харківській, Запорізькій, Донецькій та Луганській областях протягом 15-16 березня станом на 12:00 16 березня |
| 15.03.2024 | Донецька обл. | Селидове | — | авіабомба впала за двором приватного будинку та не розірвалася |
| 16.03.2024 | відомо про застосування 138 керованих авіабомб по Сумській, Харківській, Запорізькій, Донецькій та Луганській областях протягом 16-17 березня станом на 12:00 17 березня | відомо про застосування 138 керованих авіабомб по Сумській, Харківській, Запорізькій, Донецькій та Луганській областях протягом 16-17 березня станом на 12:00 17 березня | відомо про застосування 138 керованих авіабомб по Сумській, Харківській, Запорізькій, Донецькій та Луганській областях протягом 16-17 березня станом на 12:00 17 березня | відомо про застосування 138 керованих авіабомб по Сумській, Харківській, Запорізькій, Донецькій та Луганській областях протягом 16-17 березня станом на 12:00 17 березня |
| 16.03.2024 | Донецька обл. | Селидове | 2 поранено | влучання авіабомби у житлову забудову |
| 17.03.2024 | відомо про застосування 104 керованих авіабомб по Сумській, Харківській, Запорізькій, Донецькій та Луганській областях протягом 17-18 березня станом на 12:00 18 березня | відомо про застосування 104 керованих авіабомб по Сумській, Харківській, Запорізькій, Донецькій та Луганській областях протягом 17-18 березня станом на 12:00 18 березня | відомо про застосування 104 керованих авіабомб по Сумській, Харківській, Запорізькій, Донецькій та Луганській областях протягом 17-18 березня станом на 12:00 18 березня | відомо про застосування 104 керованих авіабомб по Сумській, Харківській, Запорізькій, Донецькій та Луганській областях протягом 17-18 березня станом на 12:00 18 березня |
| 17.03.2024 | Харківська обл. | Золочів | — | пошкоджено один житловий будинок |
| 18.03.2024 | Харківська обл. | Білий Колодязь | 1 поранений | авіабомбою уражено пожежну частину у Харківській області |
| 19.03.2024 | відомо про застосування 120 керованих авіабомб по Сумській, Харківській, Запорізькій та Донецькій областях протягом 19-20 березня станом на 12:00 20 березня             | відомо про застосування 120 керованих авіабомб по Сумській, Харківській, Запорізькій та Донецькій областях протягом 19-20 березня станом на 12:00 20 березня             | відомо про застосування 120 керованих авіабомб по Сумській, Харківській, Запорізькій та Донецькій областях протягом 19-20 березня станом на 12:00 20 березня             | відомо про застосування 120 керованих авіабомб по Сумській, Харківській, Запорізькій та Донецькій областях протягом 19-20 березня станом на 12:00 20 березня             |
| 20.03.2024 | відомо про застосування 95 керованих авіабомб по Сумській, Харківській, Запорізькій, Донецькій та Луганській областях протягом 20-21 березня станом на 12:00 21 березня  | відомо про застосування 95 керованих авіабомб по Сумській, Харківській, Запорізькій, Донецькій та Луганській областях протягом 20-21 березня станом на 12:00 21 березня  | відомо про застосування 95 керованих авіабомб по Сумській, Харківській, Запорізькій, Донецькій та Луганській областях протягом 20-21 березня станом на 12:00 21 березня  | відомо про застосування 95 керованих авіабомб по Сумській, Харківській, Запорізькій, Донецькій та Луганській областях протягом 20-21 березня станом на 12:00 21 березня  |
| 20.03.2024 | Донецька обл. | Гірник | 2 загиблих | влучання авіабомби у приватні житлові будинки |
| 20.03.2024 | Донецька обл. | Максимівка | 2 поранено | влучання авіабомби по житловому кварталу |
| 20.03.2024 | Харківська обл. | Козача Лопань | 1 поранений | влучання авіабомби у житлову забудову |
| 20.03.2024 | РФ, Бєлгородська обл. | РФ, Бєлгородська обл. | — | відомо про влучання російських авіабомб по території населеного пункту Введенська Готня                                                                                  |
| 20.03.2024 | РФ, Бєлгородська обл. | РФ, Бєлгородська обл. | — | відомо про влучання російських авіабомб по території населеного пункту Замостя                                                                                           |
| 21.03.2024 | Донецька обл. | Новогродівка | 2 загиблих, 2 поранено | влучання авіабомби у житлові приватні будинки |
| 21.03.2024 | Донецька обл. | Нью-Йорк | — | пошкоджено три приватних будинки |
| 22.03.2024 | РФ, Бєлгородська обл. | РФ, Бєлгородська обл. | — | відомо про щонайменше 4 влучання російських авіабомб по території прикордонних районів Бєлгородської області протягом 21-22 березня                                      |
| 25.03.2024 | РФ, Бєлгородська обл. | РФ, Бєлгородська обл. | — | відомо про влучання російських авіабомб по території населеного пункту Смородине                                                                                         |
| 25.03.2024 | РФ, Бєлгородська обл. | РФ, Бєлгородська обл. | — | відомо про влучання російських авіабомб по території населеного пункту Зибине                                                                                            |
| 27.03.2024 | Харківська обл. | Харків | 1 загиблий, 16 поранено | було завдано два ракетно-бомбових удари по житловому району, в двір багатоповерхівки та школу                                                                            |
| 27.03.2024 | Харківська обл. | Борова | 1 загиблий | пошкоджено двоповерхову будівлю дитячого садка, 3 багатоквартирні будинки та будівлю котельні                                                                            |
| 27.03.2024 | Донецька обл. | Михайлівка | — | пошкоджено два приватні житлові будинки та адмінбудівлю |
| 27.03.2024 | РФ, Бєлгородська обл. | РФ, Бєлгородська обл. | — | відомо про влучання російських авіабомб по території населеного пункту Безсонівка                                                                                        |
| 28.03.2024 | відомо про застосування 96 керованих авіабомб по Харківській, Запорізькій та Донецькій областях протягом 28-29 березня станом на 12:00 29 березня                        | відомо про застосування 96 керованих авіабомб по Харківській, Запорізькій та Донецькій областях протягом 28-29 березня станом на 12:00 29 березня                        | відомо про застосування 96 керованих авіабомб по Харківській, Запорізькій та Донецькій областях протягом 28-29 березня станом на 12:00 29 березня                        | відомо про застосування 96 керованих авіабомб по Харківській, Запорізькій та Донецькій областях протягом 28-29 березня станом на 12:00 29 березня                        |
| 28.03.2024 | Харківська обл. | Борова | — | пошкоджено 5 приватних будинків |
| 28.03.2024 | РФ, Бєлгородська обл. | РФ, Бєлгородська обл. | — | відомо про влучання російських авіабомб по території населеного пункту Безімено                                                                                          |
| 28.03.2024 | РФ, Бєлгородська обл. | РФ, Бєлгородська обл. | — | відомо про влучання російських авіабомб по території населеного пункту Нечаєвка                                                                                          |
| 28.03.2024 | РФ, Бєлгородська обл. | РФ, Бєлгородська обл. | — | відомо про падіння КАБ-1500 між селами Безсонівка та Весела Лопань Бєлгородської області                                                                                 |
| 29.03.2024 | відомо про застосування 118 керованих авіабомб по Харківській, Запорізькій та Донецькій областях протягом 29-30 березня станом на 12:00 30 березня                       | відомо про застосування 118 керованих авіабомб по Харківській, Запорізькій та Донецькій областях протягом 29-30 березня станом на 12:00 30 березня                       | відомо про застосування 118 керованих авіабомб по Харківській, Запорізькій та Донецькій областях протягом 29-30 березня станом на 12:00 30 березня                       | відомо про застосування 118 керованих авіабомб по Харківській, Запорізькій та Донецькій областях протягом 29-30 березня станом на 12:00 30 березня                       |
| 29.03.2024 | Харківська обл. | Руська Лозова | — | після обстрілу росією прикордонного села біля одного з будинків виявлено ворожу авіабомбу, сапери ДСНС вилучили авіабомбу та знешкодили                                  |
| 30.03.2024 | Сумська обл. | Велика Писарівка | — | [ 155 ] |
| 30.03.2024 | РФ, Бєлгородська обл. | РФ, Бєлгородська обл. | — | відомо про щонайменше 2 влучання російських авіабомб по території населеного пункту Крюково 30 березня                                                                   |
| 31.03.2024 | відомо про застосування 121 керованих авіабомб по Харківській, Запорізькій, Донецькій та Луганській областях протягом 31 березня - 1 квітня станом на 12:00 1 квітня     | відомо про застосування 121 керованих авіабомб по Харківській, Запорізькій, Донецькій та Луганській областях протягом 31 березня - 1 квітня станом на 12:00 1 квітня     | відомо про застосування 121 керованих авіабомб по Харківській, Запорізькій, Донецькій та Луганській областях протягом 31 березня - 1 квітня станом на 12:00 1 квітня     | відомо про застосування 121 керованих авіабомб по Харківській, Запорізькій, Донецькій та Луганській областях протягом 31 березня - 1 квітня станом на 12:00 1 квітня     |
| 31.03.2024 | Харківська обл. | Борова | — | зазнали пошкоджень багатоквартирні та приватні будинки, лікарня, автомобілі, памʼятник, магазин                                                                          |

### Квітень
| дата       | місце | місце | жертви | подробиці |
| ---------- | --- | --- | --- | --- |
| 01.04.2024 | Луганська обл. | Рубіжне | — | відомо про помилкове влучання російської авіабомби на окупованій території, у районі залізничного вокзалу міста Рубіжне                                                 |
| 01.04.2024 | РФ, Бєлгородська обл. | РФ, Бєлгородська обл. | — | відомо про влучання російської авіабомби по території Ракитянського району                                                                                              |
| 02.04.2024 | Донецька обл. | Донецька обл. | — | піротехніки ДСНС вилучили на території сільськогосподарського угіддя російську авіабомбу та знищили її у встановленому порядку                                          |
| 02.04.2024 | РФ, Бєлгородська обл. | РФ, Бєлгородська обл. | — | відомо про влучання двох російських авіабомб по території населеного пункту Глотове                                                                                     |
| 03.04.2024 | відомо про застосування 126 керованих авіабомб по Сумській, Харківській, Запорізькій та Донецькій областях протягом 3-4 квітня станом на 12:00 4 квітня                 | відомо про застосування 126 керованих авіабомб по Сумській, Харківській, Запорізькій та Донецькій областях протягом 3-4 квітня станом на 12:00 4 квітня                 | відомо про застосування 126 керованих авіабомб по Сумській, Харківській, Запорізькій та Донецькій областях протягом 3-4 квітня станом на 12:00 4 квітня                 | відомо про застосування 126 керованих авіабомб по Сумській, Харківській, Запорізькій та Донецькій областях протягом 3-4 квітня станом на 12:00 4 квітня                 |
| 03.04.2024 | РФ, Бєлгородська обл. | РФ, Бєлгородська обл. | — | відомо про влучання російської авіабомби по території населеного пункту Кропивне                                                                                        |
| 04.04.2024 | РФ, Бєлгородська обл. | РФ, Бєлгородська обл. | — | відомо про влучання російської авіабомби по території населеного пункту Козичеве                                                                                        |
| 05.04.2024 | відомо про застосування 135 керованих авіабомб по Сумській, Харківській, Запорізькій, Донецькій та Херсонській областях протягом 5-6 квітня станом на 12:00 6 квітня    | відомо про застосування 135 керованих авіабомб по Сумській, Харківській, Запорізькій, Донецькій та Херсонській областях протягом 5-6 квітня станом на 12:00 6 квітня    | відомо про застосування 135 керованих авіабомб по Сумській, Харківській, Запорізькій, Донецькій та Херсонській областях протягом 5-6 квітня станом на 12:00 6 квітня    | відомо про застосування 135 керованих авіабомб по Сумській, Харківській, Запорізькій, Донецькій та Херсонській областях протягом 5-6 квітня станом на 12:00 6 квітня    |
| 06.04.2024 | відомо про застосування 108 керованих авіабомб по Харківській, Запорізькій та Донецькій областях протягом 6-7 квітня станом на 12:00 7 квітня                           | відомо про застосування 108 керованих авіабомб по Харківській, Запорізькій та Донецькій областях протягом 6-7 квітня станом на 12:00 7 квітня                           | відомо про застосування 108 керованих авіабомб по Харківській, Запорізькій та Донецькій областях протягом 6-7 квітня станом на 12:00 7 квітня                           | відомо про застосування 108 керованих авіабомб по Харківській, Запорізькій та Донецькій областях протягом 6-7 квітня станом на 12:00 7 квітня                           |
| 07.04.2024 | Харківська обл. | Купʼянськ | 1 загибла | російська армія скинула авіабомбу на житлову багатоповерхівку |
| 07.04.2024 | Харківська обл. | Харків | 5 поранено | внаслідок авіаудару пошкоджені 19 житлових будинків та 13 автомобілів                                                                                                   |
| 08.04.2024 | відомо про застосування 96 керованих авіабомб по Харківській, Запорізькій, Донецькій та Херсонській областях протягом 8-9 квітня станом на 12:00 9 квітня               | відомо про застосування 96 керованих авіабомб по Харківській, Запорізькій, Донецькій та Херсонській областях протягом 8-9 квітня станом на 12:00 9 квітня               | відомо про застосування 96 керованих авіабомб по Харківській, Запорізькій, Донецькій та Херсонській областях протягом 8-9 квітня станом на 12:00 9 квітня               | відомо про застосування 96 керованих авіабомб по Харківській, Запорізькій, Донецькій та Херсонській областях протягом 8-9 квітня станом на 12:00 9 квітня               |
| 08.04.2024 | Харківська обл. | Борова | — | пошкоджена територія приватного фермерського господарства |
| 09.04.2024 | відомо про застосування 140 керованих авіабомб по Харківській, Запорізькій та Донецькій областях протягом 9-10 квітня станом на 12:00 10 квітня                         | відомо про застосування 140 керованих авіабомб по Харківській, Запорізькій та Донецькій областях протягом 9-10 квітня станом на 12:00 10 квітня                         | відомо про застосування 140 керованих авіабомб по Харківській, Запорізькій та Донецькій областях протягом 9-10 квітня станом на 12:00 10 квітня                         | відомо про застосування 140 керованих авіабомб по Харківській, Запорізькій та Донецькій областях протягом 9-10 квітня станом на 12:00 10 квітня                         |
| 09.04.2024 | Харківська обл. | Харків | 3 поранено | завдано два удари по цивільному підприємству |
| 09.04.2024 | Донецька обл. | Єнакієве | — | відомо про помилкове влучання російської авіабомби на окупованій території                                                                                              |
| 09.04.2024 | Донецька обл. | Словʼянськ | 3 поранено | повідомляється про пошкодження адміністративної будівлі |
| 10.04.2024 | Харківська обл. | Липці | 3 загиблих, 2 поранено | атаки прийшлись на продуктову крамницю та аптеку |
| 10.04.2024 | Харківська обл. | Мала Данилівка | — | зазнали пошкоджень та руйнувань освітній заклад та гуртожитки |
| 10.04.2024 | Харківська обл. | Вовчанськ | 2 поранено | пошкоджені житлові будинки, господарчі споруди, лікарня |
| 11.04.2024 | відомо про застосування 112 керованих авіабомб по Сумській, Харківській, Запорізькій та Донецькій областях протягом 11-12 квітня станом на 12:00 12 квітня              | відомо про застосування 112 керованих авіабомб по Сумській, Харківській, Запорізькій та Донецькій областях протягом 11-12 квітня станом на 12:00 12 квітня              | відомо про застосування 112 керованих авіабомб по Сумській, Харківській, Запорізькій та Донецькій областях протягом 11-12 квітня станом на 12:00 12 квітня              | відомо про застосування 112 керованих авіабомб по Сумській, Харківській, Запорізькій та Донецькій областях протягом 11-12 квітня станом на 12:00 12 квітня              |
| 11.04.2024 | Сумська обл. | Суми | — | було завдано авіабомбового удару по Сумській ТЕЦ |
| 12.04.2024 | відомо про застосування 104 керованих авіабомб по Сумській, Харківській, Запорізькій та Донецькій областях протягом 12-13 квітня станом на 12:00 13 квітня              | відомо про застосування 104 керованих авіабомб по Сумській, Харківській, Запорізькій та Донецькій областях протягом 12-13 квітня станом на 12:00 13 квітня              | відомо про застосування 104 керованих авіабомб по Сумській, Харківській, Запорізькій та Донецькій областях протягом 12-13 квітня станом на 12:00 13 квітня              | відомо про застосування 104 керованих авіабомб по Сумській, Харківській, Запорізькій та Донецькій областях протягом 12-13 квітня станом на 12:00 13 квітня              |
| 12.04.2024 | Сумська обл. | Суми | 2 поранено | було завдано авіабомбового удару по залізниці, житлових та нежитлових будівлях                                                                                          |
| 12.04.2024 | Донецька обл. | Курахове | — | піротехніки ДСНС вилучили на території поля російську авіабомбу та знищили її у встановленому порядку                                                                   |
| 13.04.2024 | Донецька обл. | Очеретине | 1 загибла, 1 поранена | росіяни скинули КАБ-500 на 5-поверхівку |
| 14.04.2024 | Донецька обл. | Селидове | — | пошкоджено 2 приватних житлових будинків та господарча споруда |
| 15.04.2024 | Харківська обл. | Лук'янці | 2 загиблих, 4 поранено | було завдано авіаудару по місцевій школі |
| 15.04.2024 | Донецька обл. | Словʼянськ | — | пошкоджено два будинки, навчальний заклад, відділення банку, авто |
| 16.04.2024 | відомо про застосування 150 керованих авіабомб по Сумській, Харківській, Запорізькій, Донецькій та Херсонській областях протягом 16-17 квітня станом на 12:00 17 квітня | відомо про застосування 150 керованих авіабомб по Сумській, Харківській, Запорізькій, Донецькій та Херсонській областях протягом 16-17 квітня станом на 12:00 17 квітня | відомо про застосування 150 керованих авіабомб по Сумській, Харківській, Запорізькій, Донецькій та Херсонській областях протягом 16-17 квітня станом на 12:00 17 квітня | відомо про застосування 150 керованих авіабомб по Сумській, Харківській, Запорізькій, Донецькій та Херсонській областях протягом 16-17 квітня станом на 12:00 17 квітня |
| 17.04.2024 | відомо про застосування 108 керованих авіабомб по Сумській, Харківській, Запорізькій, Донецькій та Херсонській областях протягом 17-18 квітня станом на 12:00 18 квітня | відомо про застосування 108 керованих авіабомб по Сумській, Харківській, Запорізькій, Донецькій та Херсонській областях протягом 17-18 квітня станом на 12:00 18 квітня | відомо про застосування 108 керованих авіабомб по Сумській, Харківській, Запорізькій, Донецькій та Херсонській областях протягом 17-18 квітня станом на 12:00 18 квітня | відомо про застосування 108 керованих авіабомб по Сумській, Харківській, Запорізькій, Донецькій та Херсонській областях протягом 17-18 квітня станом на 12:00 18 квітня |
| 18.04.2024 | Харківська обл. | Вовчанськ | 1 поранено | пошкоджені вісім житлових будинків, територія кладовища і комунального підприємства                                                                                     |
| 20.04.2024 | Харківська обл. | Вовчанськ | 2 загиблих, 2 поранено | внаслідок обстрілу зруйновано третій підʼїзд дев’ятиповерхового будинку, у другому підʼїзді частково зруйновано дах                                                     |
| 22.04.2024 | Донецька обл. | Українськ | — | відомо про авіаудар по населеному пункту, зруйновано 2 та пошкоджено 5 будівель підприємства критичної інфраструктури                                                   |
| 23.04.2024 | Донецька обл. | Костянтинівка | 5 поранено | пошкоджено три будинки, автомобіль та інфраструктурний об’єкт |
| 26.04.2024 | Сумська обл. | Суми | — | російські військові завдали удару керованими авіабомбами по промисловому об'єкту                                                                                        |
| 26.04.2024 | Харківська обл. | Дергачі | 4 поранено | пошкоджено житловий будинок |
| 27.04.2024 | відомо про застосування 100 керованих авіабомб по Харківській, Запорізькій та Донецькій областях протягом 27-28 квітня станом на 12:00 28 квітня                        | відомо про застосування 100 керованих авіабомб по Харківській, Запорізькій та Донецькій областях протягом 27-28 квітня станом на 12:00 28 квітня                        | відомо про застосування 100 керованих авіабомб по Харківській, Запорізькій та Донецькій областях протягом 27-28 квітня станом на 12:00 28 квітня                        | відомо про застосування 100 керованих авіабомб по Харківській, Запорізькій та Донецькій областях протягом 27-28 квітня станом на 12:00 28 квітня                        |
| 29.04.2024 | відомо про застосування 98 керованих авіабомб по Харківській, Запорізькій, Донецькій та Херсонській областях протягом 28-29 квітня станом на 12:00 29 квітня            | відомо про застосування 98 керованих авіабомб по Харківській, Запорізькій, Донецькій та Херсонській областях протягом 28-29 квітня станом на 12:00 29 квітня            | відомо про застосування 98 керованих авіабомб по Харківській, Запорізькій, Донецькій та Херсонській областях протягом 28-29 квітня станом на 12:00 29 квітня            | відомо про застосування 98 керованих авіабомб по Харківській, Запорізькій, Донецькій та Херсонській областях протягом 28-29 квітня станом на 12:00 29 квітня            |
| 29.04.2024 | Харківська обл. | Харків | 1 поранений | пошкоджені шість багатоквартирних будинків |
| 30.04.2024 | відомо про застосування 98 керованих авіабомб по Харківській, Запорізькій, Донецькій та Херсонській областях протягом 29-30 квітня станом на 12:00 30 квітня            | відомо про застосування 98 керованих авіабомб по Харківській, Запорізькій, Донецькій та Херсонській областях протягом 29-30 квітня станом на 12:00 30 квітня            | відомо про застосування 98 керованих авіабомб по Харківській, Запорізькій, Донецькій та Херсонській областях протягом 29-30 квітня станом на 12:00 30 квітня            | відомо про застосування 98 керованих авіабомб по Харківській, Запорізькій, Донецькій та Херсонській областях протягом 29-30 квітня станом на 12:00 30 квітня            |
| 30.04.2024 | Харківська обл. | Харків | 1 загиблий, 7 поранено | дві російські авіабомби влучили по цивільній інфраструктурі у Київському та Холодногірському районах міста                                                              |

### Травень
Російська авіація навесні 2024 року неконтрольовано скинула щонайменше 75 авіаційних бомб на територію Бєлгородської області РФ і тимчасово окуповані території України.
| дата       | місце | місце | жертви | подробиці |
| ---------- | --- | --- | --- | --- |
| 01.05.2024 | відомо про застосування 95 керованих авіабомб по Харківській, Запорізькій, Донецькій та Херсонській областях протягом 1—2 травня станом на 12:00 1 травня  | відомо про застосування 95 керованих авіабомб по Харківській, Запорізькій, Донецькій та Херсонській областях протягом 1—2 травня станом на 12:00 1 травня  | відомо про застосування 95 керованих авіабомб по Харківській, Запорізькій, Донецькій та Херсонській областях протягом 1—2 травня станом на 12:00 1 травня  | відомо про застосування 95 керованих авіабомб по Харківській, Запорізькій, Донецькій та Херсонській областях протягом 1—2 травня станом на 12:00 1 травня  |
| 01.05.2024 | Харківська обл. | Золочів | 2 загиблих, 8 поранено | росіяни завдали ударів КАБами по автомобілю та приватному будинку, загинули цивільний чоловік та жінка, які перебували в автівці                           |
| 02.05.2024 | відомо про застосування 96 керованих авіабомб по Харківській, Запорізькій, Донецькій та Херсонській областях протягом 2—3 травня станом на 12:00 3 травня  | відомо про застосування 96 керованих авіабомб по Харківській, Запорізькій, Донецькій та Херсонській областях протягом 2—3 травня станом на 12:00 3 травня  | відомо про застосування 96 керованих авіабомб по Харківській, Запорізькій, Донецькій та Херсонській областях протягом 2—3 травня станом на 12:00 3 травня  | відомо про застосування 96 керованих авіабомб по Харківській, Запорізькій, Донецькій та Херсонській областях протягом 2—3 травня станом на 12:00 3 травня  |
| 02.05.2024 | Харківська обл. | Дергачі | 6 поранено | росіяни завдали удару по цивільній інфраструктурі в Дергачах Харківського району                                                                           |
| 03.05.2024 | відомо про застосування 134 керованих авіабомб по Харківській та Донецькій областях протягом 3—4 травня станом на 12:00 4 травня                           | відомо про застосування 134 керованих авіабомб по Харківській та Донецькій областях протягом 3—4 травня станом на 12:00 4 травня                           | відомо про застосування 134 керованих авіабомб по Харківській та Донецькій областях протягом 3—4 травня станом на 12:00 4 травня                           | відомо про застосування 134 керованих авіабомб по Харківській та Донецькій областях протягом 3—4 травня станом на 12:00 4 травня                           |
| 03.05.2024 | Харківська обл. | Харків | 1 загибла, 2 поранено | росіяни вдарили по житловій забудові в Харкові, під удар потрапив приватний сектор                                                                         |
| 04.05.2024 | відомо про застосування 129 керованих авіабомб по Харківській, Запорізькій, Донецькій та Херсонській областях протягом 4-5 травня станом на 12:00 5 травня | відомо про застосування 129 керованих авіабомб по Харківській, Запорізькій, Донецькій та Херсонській областях протягом 4-5 травня станом на 12:00 5 травня | відомо про застосування 129 керованих авіабомб по Харківській, Запорізькій, Донецькій та Херсонській областях протягом 4-5 травня станом на 12:00 5 травня | відомо про застосування 129 керованих авіабомб по Харківській, Запорізькій, Донецькій та Херсонській областях протягом 4-5 травня станом на 12:00 5 травня |
| 04.05.2024 | Харківська обл. | Харків | 6 поранено | обстріл житлової та іншої забудови протягом дня |
| 04.05.2024 | Харківська обл. | Черкаські Тишки | 1 поранено | влучання авіабомб у житлові будинки |
| 04.05.2024 | РФ, Бєлгородська обл. | РФ, Бєлгородська обл. | поранені | відомо про помилковий/аварійний скид російської бомби на житлові будинки міста Бєлгород                                                                    |
| 05.05.2024 | Харківська обл. | Харків | 16 поранено | пошкоджені 14 багатоквартирних будинків, три автомобілі, медичний заклад, гуртожиток, офісна будівля, авто, приватні будинки                               |
| 06.05.2024 | Харківська обл. | Золочів | 3 поранено | зруйновано житловий будинок, щонайменше 10 пошкоджено, часткових пошкоджень зазнали приміщення спортивної школи та низка адміністративних будівель         |
| 07.05.2024 | РФ, Краснодарський край | РФ, Краснодарський край | — | відомо про влучання російських авіабомб по території села Воронцовка                                                                                       |
| 09.05.2024 | Харківська обл. | Дергачі | — | від авіабомбового удару пошкоджено близько 25 будівель та споруд, 33 торговельні павільйони                                                                |
| 12.05.2024 | РФ, Бєлгородська обл. | РФ, Бєлгородська обл. | — | у селищі «Разумноє-54» впала авіабомба ФАБ-500, яка не розірвалась, була оголошена евакуація місцевих жителів                                              |
| 14.05.2024 | Харківська обл. | Харків | 21 поранено | ворог завдав чотири удари УМПБ Д-30 СН по Шевченківському району міста, пошкоджено багатоповерхові житлові будинки, гаражі, нежитлова споруда              |
| 15.05.2024 | Херсонська обл. | Херсон | 18 поранено | росіяни скинули три авіабомби на центр Херсона, вісім багатоповерхівок зруйновано                                                                          |
| 15.05.2024 | РФ, Бєлгородська обл. | РФ, Бєлгородська обл. | — | відомо про влучання російських авіабомб по території населеного пункту Лазурне                                                                             |
| 15.05.2024 | РФ, Бєлгородська обл. | РФ, Бєлгородська обл. | — | відомо про влучання російських авіабомб по території населеного пункту Крутий Лог                                                                          |
| 15.05.2024 | РФ, Бєлгородська обл. | РФ, Бєлгородська обл. | — | відомо про влучання російських авіабомб по території населеного пункту Заріччя-Друге                                                                       |
| 17.05.2024 | Харківська обл. | Харків | 3 загиблих, 29 поранено | російська авіація завдала авіабомбового удару керованими авіабомбами по житловим будинкам Харкова                                                          |
| 17.05.2024 | РФ, Бєлгородська обл. | РФ, Бєлгородська обл. | — | відомо про влучання російських авіабомб по території міста Шебекіно 17 травня                                                                              |
| 22.05.2024 | Харківська обл. | Харків | — | російська авіація завдала авіабомбового удару керованими авіабомбами по житловій забудові, зупинці громадського транспорту, торговим павільйонам           |
| 24.05.2024 | Запорізька обл. | Гуляйполе | — | авіабомбовий удар по приміщенню Палацу Культури |
| 25.05.2024 | Харківська обл. | Харків | 18 загиблих, 68 поранено | впродовж дня було завдано авіабомбові удари по ТЦ Епіцентр, Центральному парку, житловим та іншим будинкам                                                 |
| 28.05.2024 | РФ, Бєлгородська обл. | РФ, Бєлгородська обл. | — | відомо про влучання щонайменше трьох російських авіабомб по території міста Шебекіно 28 травня                                                             |

### Червень
Відомо про 2 305 керованих авіабомб, скинутих в червні на Україну авіацією РФ.
| дата       | місце                 | місце                 | жертви                  | подробиці |
| ---------- | --------------------- | --------------------- | ----------------------- | --- |
| 01.06.2024 | Харківська обл.       | Чайківка              | 2 поранено              | пошкоджено житлові будинки та господарчі будівлі                                                                  |
| 02.06.2024 | Харківська обл.       | Андріївка             | 2 поранено              | пошкоджено приватний будинок, виникла пожежа, постраждали чоловік та жінка 76 та 85 років                         |
| 05.06.2024 | Донецька обл.         | Селидове              | 6 поранено              | російська окупаційна армія увечері атакувала двома авіабомбами місто Селидове, є пошкодження житлових будинків    |
| 09.06.2024 | РФ, Бєлгородська обл. | РФ, Бєлгородська обл. | —                       | відомо про влучання російських авіабомб по території міста Новий Оскол 9 червня                                   |
| 10.06.2024 | Харківська обл.       | Харків                | 8 поранено              | приліт керованої авіабомби на околиці міста в район житлової забудови                                             |
| 10.06.2024 | Донецька обл.         | Костянтинівка         | 5 поранено              | ворог скинув на житловий квартал у Костянтинівці                                                                  |
| 11.06.2024 | Донецька обл.         | Сіверськ              | —                       | російськими військовими було оприлюднене відео авіабомбового удару по цивільній нежитловій будівлі                |
| 12.06.2024 | Донецька обл.         | Донецьк               | 2 загиблих, 2 поранено  | російськими військовими було завдано помилкового удару по території лікарні у Донецьку                            |
| 14.06.2024 | Харківська обл.       | Кутузівка             | 1 загибла               | атакований будинок, території ферм, сільськогосподарська техніка                                                  |
| 14.06.2024 | Харківська обл.       | Богуславка            | 2 поранено              | зруйновано два житлових будинки та три будинки пошкоджені                                                         |
| 14.06.2024 | РФ, Бєлгородська обл. | РФ, Бєлгородська обл. | загиблі і поранені      | відомо про влучання російських авіабомб по території міста Шебекіно 14 червня                                     |
| 19.06.2024 | Харківська обл.       | Харків                | —                       | відомо про пошкодження дитячого табору та житлового будинку                                                       |
| 20.06.2024 | Харківська обл.       | Липці                 | —                       | заявлене влучання ФАБ-3000 М-54, по покинутій будівлі                                                             |
| 21.06.2024 | Запорізька обл.       | Запорізька обл.       | 1 загиблий, 2 поранено  | внаслідок авіаудару знищено приватний житловий будинок                                                            |
| 22.06.2024 | Харківська обл.       | Харків                | 2 загиблих, 54 поранено | завдано удар по житловому будинку та виробничому підприємству                                                     |
| 23.06.2024 | Харківська обл.       | Харків                | 1 загиблий, 11 поранено | авіамбомбами поцілено у приватний будинок та дитячий навчальний заклад                                            |
| 23.06.2024 | Донецька обл.         | Селидове              | 5 поранено              | руйнувань зазнали житлові будинки приватного сектору                                                              |
| 25.06.2024 | РФ, Бєлгородська обл. | РФ, Бєлгородська обл. | —                       | відомо про влучання трьох російських авіабомб по території Шебекінського округу 25 червня                         |
| 26.06.2024 | Харківська обл.       | Дергачі               | 9 поранено              | внаслідок авіаудару пошкоджено житлові будівелі та відомо про пожежу на території одного з приватних домоволодінь |
| 27.06.2024 | Харківська обл.       | Харків                | 3 поранено              | 1 бомба по житловій забудові та зачепила корпуси Харківського авіаційного інституту, друга не розірвалася         |
| 28.06.2024 | Донецька обл.         | Селидове              | 6 поранено              | внаслідок авіабомбового удару пошкоджено 7 багатоповерхівок, 5 приватних будинків і 4 адмінбудівлі                |
| 28.06.2024 | РФ, Маслова Пристань  | РФ, Маслова Пристань  | —                       | відомо про нештатні скидання російських бомб на російській території протягом 28 червня                           |
| 28.06.2024 | РФ, Шебекінський р-н  | РФ, Шебекінський р-н  | —                       | відомо про нештатні скидання російських бомб на російській території протягом 28 червня                           |
| 29.06.2024 | РФ, Шебекінський р-н  | РФ, Шебекінський р-н  | —                       | відомо про нештатні скидання російських бомб на російській території протягом 29 червня                           |
| 30.06.2024 | Харківська обл.       | Харків                | 1 загиблий, 8 поранено  | авіаудар по цивільній нежитловій будівлі, пожежа у відділення пошти і пошкодження вантажних автомобіліву          |

### Липень
Станом на 27 липня відомо про 126 зафіксованих авіабомб, скинутих Росією на територію РФ та окуповану частину України з березня по липень 2024 року.
| дата       | місце                 | місце                 | жертви                  | подробиці |
| ---------- | --------------------- | --------------------- | ----------------------- | --- |
| 01.07.2024 | РФ, Бєлгород          | РФ, Бєлгород          | —                       | відомо про нештатний схід КАБу з літака Су-34                                                                                        |
| 03.07.2024 | Харківська обл.       | Харків                | 14 поранено             | відомо про авіабомбові удари керованими авіабомбами по житлових кварталах Харкова                                                    |
| 08.07.2024 | Харківська обл.       | Харків                | 2 поранено              | внаслідок російського удару в Основ'янському районі міста були пошкоджені кілька приватних будинків, сталася пожежа                  |
| 09.07.2024 | Харківська обл.       | Куп'янськ-Вузловий    | 2 загиблих, 3 поранено  | пошкоджені житлові будинки та господарчі приміщення, виникли пожежі                                                                  |
| 11.07.2024 | Харківська обл.       | Глушківка             | 4 поранено              | російські загарбники обстріляли територію сільгосппідприємства                                                                       |
| 11.07.2024 | Харківська обл.       | Борова                | 4 поранено              | пошкоджено 12 приватних будинків |
| 11.07.2024 | Харківська обл.       | Білий Колодязь        | 3 загиблих, 8 поранено  | житлові будинки та господарчі споруди                                                                                                |
| 12.07.2024 | Донецька обл.         | Мирноград             | 6 загиблих, 22 поранено | руйнування багатоквартирних і приватних будинків, крамниць, адмінбудівль, закладів освіти                                            |
| 13.07.2024 | Донецька обл.         | Мирноград             | 4 загиблих, 9 поранено  | російські окупанти скинули авіабомбу на зупинку з людьми, пошкоджені житлові будинки, крамниці, адмінбудівлі та заклади освіти, авто |
| 14.07.2024 | Донецька обл.         | Мирноград             | 1 загибла, 6 поранено   | російські військові влучили по адмінбудівлі та житловій багатоповерхівці                                                             |
| 15.07.2024 | Донецька обл.         | Лиман                 | 4 поранено              | пошкоджено житловий будинок, підприємство, магазини, авто                                                                            |
| 18.07.2024 | Харківська обл.       | Глушківка             | 1 загибла, 2 поранено   | російська армія здійснила атаку на житлові будинки села                                                                              |
| 22.07.2024 | РФ, Микільське        | РФ, Микільське        | —                       | відомо про ураження російської території авіабомбою 22 липня                                                                         |
| 22.07.2024 | Донецька обл.         | Донецька обл.         | 9 поранено              | відомо про поранених цивільних внаслідок російського обстрілу житлової забудови Донеччини                                            |
| 23.07.2024 | Донецька обл.         | Малинівка             | —                       | бомба не вибухнула, фахівці ДСНС вилучили авіабомбу та знищили, контрольовано підірвавши у спеціальному місці                        |
| 24.07.2024 | Херсонська обл.       | Херсонська обл.       | 1 загиблий, 6 поранено  | зокрема 3 багатоквартирних та 17 приватних будинків                                                                                  |
| 25.07.2024 | Донецька обл.         | Донецька обл.         | 2 загиблих, 4 поранено  | зафіксовано авіабомбові удари по житловій забудові двох населених пунктів                                                            |
| 25.07.2024 | Харківська обл.       | Куп'янськ-Вузловий    | 1 поранений             | відбувся обстріл житлового кварталу, зазнали руйнувань приватні житлові будинки                                                      |
| 27.07.2024 | РФ, Бєлгородська обл. | РФ, Бєлгородська обл. | —                       | відомо про ураження російської території авіабомбою 27 липня                                                                         |
| 29.07.2024 | Харківська обл.       | Липці                 | —                       | відомо про авіабомбовий удар по житловій забудові населеного пункту                                                                  |
| 31.07.2024 | Харківська обл.       | Великий Бурлук        | 1 загибла, 1 поранений  | російська авіація завдала удару по житловому приватному будинку                                                                      |

### Серпень
Відомо про влучання 118 керованих авіабомб по місту Торецьк протягом 1—7 серпня 2024. Було повідомлено про застосування 27 керованих авіабомб по Курській області впродовж доби 20 серпня. Упродовж тижденя 5—11 серпня 2024 року РФ завдала ударів по Україні понад 30 ракетами та більш ніж 800 керованими авіабомбами. Упродовж тиждня 25—31 серпня 2024 року РФ завдала ударів по Україні понад 160 ракетами різних типів, 780 керованими авіаційними бомбами та 400 ударними безпілотниками.
| дата       | місце           | місце           | жертви                  | подробиці |
| ---------- | --------------- | --------------- | ----------------------- | --- |
| 01.08.2024 | Харківська обл. | Новоосинове     | 2 загиблих, 2 поранено  | пошкоджено гараж, автівка, приватні будинки, господарчі споруди, покрівлі та скління вікон 6 приватних будинків |
| 02.08.2024 | Донецька обл.   | Мирноград       | 3 поранених             | було завдано авіабомбового удару по житловому кварталу                                                          |
| 03.08.2024 | Харківська обл. | Харківський р-н | —                       | відомо про два удари по Харківському району, без потраждалих                                                    |
| 04.08.2024 | Донецька обл.   | Гродівка        | 1 загиблий, 1 поранено  | відомо про авіабомбовий удар по населеному пункту                                                               |
| 04.08.2024 | Донецька обл.   | Покровськ       | 1 загиблий, 2 поранено  | відомо про два авіаудари бомбами УМПБ Д-30СН по житловій забудові міста                                         |
| 07.08.2024 | РФ, Дар'їно     | РФ, Дар'їно     | —                       | відомо про авіабомбові удари по населеному пункту у ході наступальних дій українських військових                |
| 08.08.2024 | Сумська обл.    | Могриця         | 2 загиблих              | російська окупаційна армія завдала авіаудару по цивільній інфраструктурі                                        |
| 08.08.2024 | Донецька обл.   | Селидове        | 2 загиблих, 11 поранено | пошкоджено 20 багатоповерхівок, 6 адмінбудівель та 3 підприємства                                               |
| 08.08.2024 | Сумська обл.    | Пушкарівка      | 1 поранений             | російська армія завдала удару по приватному житловому будинку                                                   |
| 15.08.2024 | Харківська обл. | Золочів         | 6 поранено              | пошкоджено заклад дошкільної освіти, будинок культури, магазини, 30 приватних будинків, адмінбудівлі            |
| 15.08.2024 | Харківська обл. | Приколотне      | 2 загиблих, 6 поранено  | одна з бомб влучила у 7-поверхову будівлю цивільного підприємства, уражено навчальний заклад                    |
| 20.08.2024 | Сумська обл.    | Юнаківка        | 1 загиблий, 1 поранено  | пошкоджено приватний будинок та господарчі споруди                                                              |
| 23.08.2024 | Донецька обл.   | Селидове        | —                       | пошкоджень зазнали освітній заклад та житлові будинки                                                           |
| 25.08.2024 | Сумська обл.    | Свеса           | 2 загиблих, 2 поранено  | пошкоджено багатоквартирний будинок                                                                             |
| 28.08.2024 | Донецька обл.   | Ізмайлівка      | 4 загиблих              | зруйновано приватний житловий будинок                                                                           |
| 28.08.2024 | Харківська обл. | Куп'янськ       | 21 поранено             | пошкоджено 43 багатоповерхових і приватних будинків                                                             |
| 30.08.2024 | Харківська обл. | Харків          | 6 загиблих, 97 поранено | удар керованими авіабомбами по дитячому майданчику та житлових багатоквартирних будинках                        |
| 31.08.2024 | Харківська обл. | Харків          | 3 поранено              | повністю зруйновали скління багатоповерхового житлового будинку                                                 |

### Вересень
| дата       | місце                                                                                 | місце                                                                                 | жертви                                                                                | подробиці |
| ---------- | ------------------------------------------------------------------------------------- | ------------------------------------------------------------------------------------- | ------------------------------------------------------------------------------------- | --- |
| 02.09.2024 | Харківська обл.                                                                       | Харків                                                                                | 13 поранено                                                                           | ударом керованої авіабомби пошкоджені будинки, теплотраса, заклад освіти                                            |
| 03.09.2024 | Сумська обл.                                                                          | Суми                                                                                  | 1 поранено                                                                            | увечері 3 вересня військові РФ завдали авіаційного удару по будівлі одного з університетів міста                    |
| 07.09.2024 | Донецька обл.                                                                         | Миколаївка                                                                            | 2 загиблих                                                                            | влучання авіабомби по готелю                                                                                        |
| 09.09.2024 | Харківська обл.                                                                       | Харківська обл.                                                                       | 4 поранено                                                                            | пошкоджені приватні будинки, магазини та господарські споруди                                                       |
| 12.09.2024 | Сумська обл.                                                                          | Ямпіль                                                                                | 1 загибла                                                                             | знищено приватний житловий будинок авіабомбовим ударом                                                              |
| 12.09.2024 | РФ, Снагость                                                                          | РФ, Снагость                                                                          | —                                                                                     | авіаудар по захопленому українськими військовими лісовому масиву                                                    |
| 13.09.2024 | Сумська обл.                                                                          | Ямпіль                                                                                | 2 загиблих, 9 поранено                                                                | зазнали пошкоджень адміністративні та житлові будинки                                                               |
| 14.09.2024 | Запорізька обл.                                                                       | Гуляйполе                                                                             | 3 загиблих                                                                            | російська окупаційна армія вдарила КАБами по території фермерського господарства                                    |
| 14.09.2024 | Харківська обл.                                                                       | Харків                                                                                | —                                                                                     | влучання по гаражному кооперативу                                                                                   |
| 15.09.2024 | Харківська обл.                                                                       | Харків                                                                                | 41 поранено                                                                           | відбулося влучання російської керованої авіабомби у багатоповерхівку, пошкоджено ще 12 будинків                     |
| 15.09.2024 | Харківська обл.                                                                       | Богодухів                                                                             | —                                                                                     | влучання в район залізничного вокзалу, пошкоджене зерносховище                                                      |
| 16.09.2024 | Харківська обл.                                                                       | Петропавлівка                                                                         | 1 загиблий, 2 поранено                                                                | відомо про обстріл цивільної забудови населеного пункту                                                             |
| 17.09.2024 | Сумська обл.                                                                          | Глухів                                                                                | 2 поранено                                                                            | окупанти скинули три керовані авіабомби на цивільну інфраструктуру міста                                            |
| 17.09.2024 | Харківська обл.                                                                       | Харків                                                                                | 9 поранено                                                                            | влучання по цивільній інфраструктурі та відкритій місцевості                                                        |
| 18.09.2024 | Харківська обл.                                                                       | Харків                                                                                | —                                                                                     | відомо про авіабомбові удари керованими бомбами по цивільній інфраструктурі Харкова                                 |
| 19.09.2024 | Сумська обл.                                                                          | Суми                                                                                  | 1 загиблий, поранені                                                                  | було завдано авіабомбового удару по пансіонату для людей похилого віку                                              |
| 20.09.2024 | Харківська обл.                                                                       | Харків                                                                                | 3 поранено                                                                            | відомо про обстріл цивільної забудови населеного пункту і поранених цивільних                                       |
| 21.09.2024 | Сумська обл.                                                                          | Суми                                                                                  | 1 поранений                                                                           | російська армія здійснила удар двома керованими авіабомбами по дачній забудові та промисловій зоні                  |
| 21.09.2024 | Харківська обл.                                                                       | Харків                                                                                | 21 поранено                                                                           | обстріл керованими авіабомбами житлової забудови міста                                                              |
| 22.09.2024 | відомо про застосування 27 керованих авіабомб по Курській області протягом 22 вересня | відомо про застосування 27 керованих авіабомб по Курській області протягом 22 вересня | відомо про застосування 27 керованих авіабомб по Курській області протягом 22 вересня | відомо про застосування 27 керованих авіабомб по Курській області протягом 22 вересня                               |
| 22.09.2024 | Запорізька обл.                                                                       | Запоріжжя                                                                             | 13 поранено                                                                           | відомо про пошкодження 13 житлових будинків, двох навчальних закладів, п'яти транспортних засобів                   |
| 23.09.2024 | Донецька обл.                                                                         | Шахове                                                                                | 7 поранено                                                                            | пошкоджені 24 оселі, три адмінбудівлі, соціальний заклад                                                            |
| 23.09.2024 | Запорізька обл.                                                                       | Запоріжжя                                                                             | 1 загиблий, 2 поранено                                                                | влучання по об'єкту критичної інфраструктури а також по житлових приватних будинках                                 |
| 23.09.2024 | Запорізька обл.                                                                       | Запорізький р-н                                                                       | —                                                                                     | піротехніки знищили російську авіаційну бомбу ФАБ-500, що не вибухнула                                              |
| 24.09.2024 | Харківська обл.                                                                       | Харків                                                                                | 4 загиблих, 31 поранено                                                               | відомо про шість влучань авіабомбами, по житлових багатоповерхівках та цивільній забудові                           |
| 24.09.2024 | Донецька обл.                                                                         | Костянтинівка                                                                         | 1 загиблий, 2 поранено                                                                | росіяни скинули на місто дві керовані авіабомби, постраждали цивільні об'єкти                                       |
| 25.09.2024 | Херсонська обл.                                                                       | Милове                                                                                | —                                                                                     | окупанти вдарили двома КАБами по нефункціонуючій школі на Херсонщині                                                |
| 25.09.2024 | Донецька обл.                                                                         | Краматорськ                                                                           | 2 загиблих, 15 поранено                                                               | обстріл житлового кварталу частково зруйновано та пошкоджено багатоповерхові будинки а також інші нежитлові будівлі |
| 26.09.2024 | Сумська обл.                                                                          | Суми                                                                                  | —                                                                                     | у Сумах біля автомобільного мосту було виявлено ворожу керовану авіаційну бомбу ФАБ-500 і знешкоджено силами ДСНС   |
| 26.09.2024 | Харківська обл.                                                                       | Харків                                                                                | —                                                                                     | російські окупанти вдарили КАБом по приватному житловому будинку у Київському районі Харкова                        |
| 26.09.2024 | Херсонська обл.                                                                       | Херсонський р-н                                                                       | 2 поранено                                                                            | відомо про постраждалих цивільних від російських атак по житловій забудові у Херсонській громаді                    |
| 29.09.2024 | Запорізька обл.                                                                       | Запоріжжя                                                                             | 16 поранено                                                                           | відбулося влучання десяти керованих авіабомб по території Запоріжжя і району, відомо про влучання у житлові будинки |

### Жовтень
| дата       | місце           | місце               | жертви                  | подробиці |
| ---------- | --------------- | ------------------- | ----------------------- | --- |
| 01.10.2024 | Запорізька обл. | Запоріжжя           | 1 загиблий, 21 поранено | ударом керованої авіабомби пошкоджені багатоповерхівки та приватні будинки                                                                   |
| 02.10.2024 | Донецька обл.   | Краматорськ         | 1 поранено              | зруйновано гуртожиток, пошкоджено промисловий об'єкт та гаражі, також пошкоджень зазнали 9 багатоквартирних житлових будинків та 8 приватних |
| 02.10.2024 | Запорізька обл. | Запорізька обл.     | —                       | піротехніки ДСНС вилучили на території поля російську авіабомбу та знищили її у встановленому порядку                                        |
| 03.10.2024 | Харківська обл. | Харків              | 10 поранено             | росіяни скинули керовані авіабомби на Харків, удар однієї з них прийшовся по багатоповерхівці                                                |
| 06.10.2024 | Харківська обл. | Черкаська Лозова    | 3 поранено              | зафіксовано удар керованою авіабомбою по житловій забудові села                                                                              |
| 07.10.2024 | Донецька обл.   | Покровський р-н     | —                       | піротехніки знешкодили бомбу яка не вибухнула після влучання                                                                                 |
| 08.10.2024 | Харківська обл. | Харків              | 11 поранено             | російська армія вдарила КАБом по Індустріальному районі Харкова, пошкоджене цивільне виробництво                                             |
| 08.10.2024 | Харківська обл. | Харків              | 2 загиблих, 5 поранено  | було завдано повторного авіаудару керованими бомбами по району житлових багатоповерхівкок                                                    |
| 10.10.2024 | Запорізька обл. | Запоріжжя           | 3 поранено              | ворожі боєприпаси влучили по двох приватних будинках, пошкоджені довколишні домоволодіння                                                    |
| 12.10.2024 | Запорізька обл. | Запоріжжя           | 3 поранено              | зафіксовані влучання по приватних житлових будинках і виробничих приміщеннях одного з підприємств                                            |
| 19.10.2024 | Запорізька обл. | Запоріжжя           | 1 загиблий, 8 поранено  | російські війська вдарили по центральній частині Запоріжжя двома керованими авіаційними бомбами, пошкоджені житлові будинки                  |
| 20.10.2024 | Харківська обл. | Харків              | 11 поранено             | пошкоджено 4 житлові будинки, 6 нежитлових будівель та 14 авто                                                                               |
| 22.10.2024 | Донецька обл.   | Олександро-Калинове | 2 загиблих, 2 поранено  | окупанти скинули на приватний сектор авіабомбу, відбулося влучання у приватний житловий будинок, загинула мати та донька                     |
| 27.10.2024 | Харківська обл. | Харків              | 4 поранено              | відомо про пошкодження цивільної інфраструктури, у тому числі приватного житлового будинку                                                   |
| 28.10.2024 | Харківська обл. | Харків              | 7 поранено              | на початку доюи 28 жовтня російські окупанти влучили керованою авіабомбою у двір поряд з житловою 9-поверхівкою                              |
| 28.10.2024 | Харківська обл. | Харків              | 6 поранено              | ввечері 28 жовтня один з під'їздів Держпрому був пошкоджений ударом російської авіабомби                                                     |
| 30.10.2024 | Харківська обл. | Харків              | 3 загиблих, 36 поранено | війська РФ вдарили керованою авіабомбою по девʼятиповерхівці                                                                                 |
| 31.10.2024 | Харківська обл. | Дергачі             | 2 поранено              | 31 жовтня ввечері росіяни вдарили КАБами по цивільному підприємству                                                                          |

### Листопад
| дата       | місце           | місце         | жертви                  | подробиці                                                                                        |
| ---------- | --------------- | ------------- | ----------------------- | ------------------------------------------------------------------------------------------------ |
| 03.11.2024 | Харківська обл. | Харків        | —                       | влучання по зелених зонах, об'єктах інфраструктури та пошкодження приватного житлового будинку   |
| 03.11.2024 | Харківська обл. | Питомник      | —                       | влучання по зелених зонах, об'єктах інфраструктури та пошкодження приватного житлового будинку   |
| 03.11.2024 | Харківська обл. | Харків        | 11 поранено             | повторний удар, влучання по кварталах з житловими багатоквартними будинками                      |
| 03.11.2024 | Харківська обл. | Ківшарівка    | 3 поранено              | влучання у житловий пʼятиповерховий будинок                                                      |
| 05.11.2024 | Харківська обл. | Харків        | 2 поранено              | пошкоджено приватні та багатоповерхові будинки                                                   |
| 06.11.2024 | Сумська обл.    | Суми          | 1 загибла, 1 поранена   | авіабомби уразили нежитлові цивільні споруди, багатоповерхівку, залізничну інфраструктуру та АЗС |
| 07.11.2024 | Запорізька обл. | Запоріжжя     | 4 загиблих, 18 поранено | влучання по житлових будинках та лікарні                                                         |
| 08.11.2024 | Харківська обл. | Харків        | 25 поранено             | росіяни атакували місто КАБ, частково зруйнували багатоповерхівку та пошкодили інші              |
| 09.11.2024 | Харківська обл. | Харків        | —                       | влучання у дорожнє покриття на перетині двох районів міста, пошкодження цивільної інфраструктури |
| 11.11.2024 | Запорізька обл. | Запоріжжя     | 1 загиблий, 21 поранено | частково зруйнований двоповерховий житловий будинок, пошкоджений гуртожиток і будівля автосалону |
| 12.11.2024 | Харківська обл. | Харків        | 3 поранено              | внаслідок влучання у багатоквартирних житлових будинках були вибиті вікна та пошкоджені фасади   |
| 20.11.2024 | Донецька обл.   | Костянтинівка | 6 поранено              | російські окупанти скинули авіабомбу на житловий квартал                                         |
| 26.11.2024 | Сумська обл.    | Суми          | —                       | влучання у двір багатоповерхових житлових будинків, територію автостоянки та СТО                 |
| 27.11.2024 | Донецька обл.   | Ясногірка     | —                       | внаслідок російського авіаудару зруйновано 15 будинків                                           |

### Грудень
| дата       | місце           | місце             | жертви                    | подробиці                                                                                                   |
| ---------- | --------------- | ----------------- | ------------------------- | --- |
| 03.12.2024 | Донецька обл.   | Покровськ         | 1 загиблий, поранені      | пошкоджено 6 багатоквартирних будинків і цивільні автомобілі                                                |
| 06.12.2024 | Запорізька обл. | Запоріжжя         | 10 загиблих, 19 поранених | зруйнована станція технічного обслуговування, житлові будинки та автівки                                    |
| 20.12.2024 | Херсонська обл. | Херсон            | —                         | російська армія обстріляла Херсонський регіональний онкологічний центр двома керованими авіабомбами         |
| 20.12.2024 | Донецька обл.   | Словʼянськ        | 3 поранено                | російські війська атакували приватний сектор міста двома авіабомбами                                        |
| 20.12.2024 | Херсонська обл. | Херсон            | 3 загиблих, 13поранено    | пошкоджені 31 багатоповерховий та 16 приватних будинків, 2 дитячі садки, господарські споруди, адмінбудівлі |
| 20.12.2024 | Херсонська обл. | Херсонський р-н   | 3 загиблих, 13поранено    | пошкоджені 31 багатоповерховий та 16 приватних будинків, 2 дитячі садки, господарські споруди, адмінбудівлі |
| 20.12.2024 | Херсонська обл. | Бериславський р-н | 3 загиблих, 13поранено    | окупанти здійснили масований обстріл правобережжя Херсонщини                                                |

## 2025

### Січень
| дата       | місце           |              | жертви                    | подробиці                                                                |
| ---------- | --------------- | ------------ | ------------------------- | ------------------------------------------------------------------------ |
| 03.12.2024 | РФ, Суджа       | РФ, Суджа    | —                         | відомо про удар керованими авіабомбами по цивільній інфраструктурі міста |
| 08.01.2025 | Запорізька обл. | Запоріжжя    | 13 загиблих, 113 поранено | удар керованою авіабомбою по вулиці з громадським транспортом            |
| 13.01.2025 | Сумська обл.    | Суми         | —                         | внаслідок атаки пошкоджене триповерхове офісне приміщення                |
| 14.01.2025 | Сумська обл.    | Сумський р-н | —                         | внаслідок атаки пошкоджено адміністративну будівлю та житлове приміщення |
| 15.01.2025 | Донецька обл.   | Краматорськ  | 8 поранено                | пошкоджено багатоповерхові житлові будинки                               |
| 27.01.2025 | Запорізька обл. | Степногірськ | 4 поранено                | російські війська здійснили обстріл житлової девʼятиповерхівки           |

### Лютий
| дата       | місце           |                | жертви                 | подробиці                                                                                         |
| ---------- | --------------- | -------------- | ---------------------- | ------------------------------------------------------------------------------------------------- |
| 01.02.2025 | РФ, Суджа       | РФ, Суджа      | —                      | було завдано авіабомбовий удар по школі-інтернату у якій переховувались місцеві жителі            |
| 11.02.2025 | Сумська обл.    | Краснопілля    | 2 загиблих             | російські війська завдали удару по житлу та цивільній інфраструктурі                              |
| 13.02.2025 | Донецька обл.   | Краматорськ    | 1 загиблий, 5 поранено | обстріляні багатоповерхове та приватне житло, інфраструктура                                      |
| 19.02.2025 | Херсонська обл. | Херсон         | 6 поранено             | керована авіабомба влучила у житлову багатоповерхівку                                             |
| 19.02.2025 | Донецька обл.   | Костянтинівка  | 1 загиблий, 7 поранено | пошкоджено 4 багатоквартирні та 34 приватні будинки, лінії електромережі та газопроводу й автівки |
| 21.02.2025 | Харківська обл. | Борова         | —                      | пошкоджене приватне домоволодіння та будівля установи                                             |
| 21.02.2025 | Харківська обл. | Великий Бурлук | —                      | пошкоджені два приватні будинки і авто                                                            |
| 21.02.2025 | Харківська обл. | Новоплатонівка | —                      | влучання в дорогу                                                                                 |
| 21.02.2025 | Харківська обл. | Підлиман       | —                      | пошкоджено два приватних житлових будинка та три господарчі споруди                               |
| 21.02.2025 | Донецька обл.   | Костянтинівка  | 1 загиблий, 2 поранено | пошкоджено дев'ять приватних будинків і три нежитлові приміщення                                  |
| 22.02.2025 | Донецька обл.   | Костянтинівка  | 2 загиблих, 4 поранено | пошкоджено 10 багатоповерхівок, 21 приватний будинок, 3 промислові приміщення та інші             |
| 22.02.2025 | Харківська обл. | Лобанівка      | —                      | зруйновано приватний житловий будинок                                                             |
| 24.02.2025 | Харківська обл. | Харків         | —                      | атака керованою бомбою по цивільному підприємству                                                 |
| 27.02.2025 | Сумська обл.    | Краснопілля    | —                      | пошкоджень зазнав багатоквартирний будинок і 10 приватних будинків                                |

### Березень
| дата       | місце                 |                  | жертви                  | подробиці                                                                |
| ---------- | --------------------- | ---------------- | ----------------------- | ------------------------------------------------------------------------ |
| 01.03.2025 | Донецька обл.         | Краматорськ      | 1 загиблий, 2 поранено  | удар авіабомбою по житловому кварталу                                    |
| 05.03.2025 | Харківська обл.       | Козача Лопань    | 1 поранений             | КАБ влучив на території приватного домоволодіння                         |
| 05.03.2025 | Дніпропетровська обл. | Великомихайлівка | —                       | пошкоджено житлові будівлі                                               |
| 06.03.2025 | Харківська обл.       | Харків           | —                       | фахівці ДСНС вилучили авіабомбу з території житлової забудови та знищили |
| 12.03.2025 | Харківська обл.       | Козача Лопань    | —                       | пошкоджений житловий будинок                                             |
| 12.03.2025 | Донецька обл.         | Костянтинівка    | 2 загиблих, 5 поранено  | пошкоджені шість багатоповерхових будинків, магазини, установи           |
| 12.03.2025 | Донецька обл.         | Дружківка        | 3 поранено              | пошкоджені багатоповерхівки, приватні будинки, гуртожиток і авто         |
| 14.03.2025 | Херсонська обл.       | Херсон           | 1 поранений             | пошкоджено медичний заклад, магазини, офіси та авто в центрі міста       |
| 19.03.2025 | Донецька обл.         | Зоря             | —                       | пошкоджено три приватних будинки, гараж і три авто                       |
| 20.03.2025 | Сумська обл.          | Краснопілля      | 2 загиблих, 1 поранений | атаковано багатоквартирний і приватний житлові будинки, торговий центр   |
| 21.03.2025 | Запорізька обл.       | Запорізький р-н  | 5 поранено              | атаковані автомобілі та житлові будинки                                  |
| 25.03.2025 | Донецька обл.         | Куртівка         | 2 загиблих, 1 поранена  | росіяни вдарили керованою авіабомбою по житловому будинку                |

### Квітень
| дата       | місце           |                  | жертви                 | подробиці                                                               |
| ---------- | --------------- | ---------------- | ---------------------- | ----------------------------------------------------------------------- |
| 06.04.2025 | Харківська обл. | Купʼянськ        | 2 поранено             | росіяни завдали удару керованою авіабомбою по житловій багатоповерхівці |
| 07.04.2025 | Харківська обл. | Токарівка Друга  | 1 загиблий, 2 поранено | завдано удару керованою авіабомбою по житловій забудові                 |
| 07.04.2025 | Харківська обл. | Золочів          | —                      | росіяни завдали ударів керованими авіабомбами по цивільній забудові     |
| 12.04.2025 | Харківська обл. | Купʼянськ        | —                      | атакована цивільна інфраструктура                                       |
| 13.04.2025 | Донецька обл.   | Волноваський р-н | 1 загибла, 3 поранено  | атакована житлова забудова                                              |
| 16.04.2025 | Херсонська обл. | Херсон           | 1 загиблий, 2 поранено | влучання у льодовий палац «Фаворит-Арена», житлові багатоповерхівки     |
| 17.04.2025 | Херсонська обл. | Херсон           | 1 загиблий, 4 поранено | атака керованими авіабомбами житлової забудови міста                    |
| 17.04.2025 | Харківська обл. | Купʼянськ        | 1 поранена             | влучання авіабомби по девʼятиповерховому житловому будинку              |
| 18.04.2025 | Харківська обл. | Купʼянськ        | 5 поранено             | атака керованими авіабомбами житлової забудови міста                    |
| 22.04.2025 | Донецька обл.   | Лиман            | —                      | удар було завдано по житловій забудові керованими авіабомбами           |
| 22.04.2025 | Харківська обл. | Купʼянськ        | 4 поранено             | пошкоджено або зруйновано 55 приватних будинків                         |
| 22.04.2025 | Запорізька обл. | Запоріжжя        | 1 загибла, 1 поранено  | російські військові завдали удару по житловій забудові                  |
| 23.04.2025 | Сумська обл.    | Уланове          | —                      | керовані авіабомби влучили у школу та народний музей села               |
| 23.04.2025 | Донецька обл.   | Словʼянськ       | 2 поранено             | пошкодження приватного житлового сектору                                |
| 25.04.2025 | Донецька обл.   | Ярова            | 2 загиблих             | влучання у житловий будинок                                             |
| 26.04.2025 | Харківська обл. | Купʼянськ        | 1 загиблий             | зруйновано приватний будинок, ще сім пошкоджено                         |
| 27.04.2025 | Донецька обл.   | Костянтинівка    | 3 загиблих, 4 поранено | пошкоджені приватні житлові будинки                                     |
| 27.04.2025 | Херсонська обл. | Херсон           | 4 поранено             | окупанти скинули два КАБи на житловий квартал                           |

### Травень
| дата       | місце                 |                      | жертви                 | подробиці                                                            |
| ---------- | --------------------- | -------------------- | ---------------------- | -------------------------------------------------------------------- |
| 02.05.2025 | Дніпропетровська обл. | Новопавлівка         | —                      | зруйнована будівля навчального закладу                               |
| 02.05.2025 | Харківська обл.       | Купʼянськ            | 2 загиблих             | зруйнувано будівлю комунального підприємства                         |
| 02.05.2025 | Донецька обл.         | Клинове              | 1 загибла              | пошкоджено житловий будинок                                          |
| 02.05.2025 | Донецька обл.         | Новохатське          | 3 загиблих             | атаковано житлові будинки, церкву та адмінбудівлі                    |
| 03.05.2025 | Харківська обл.       | Борова               | 1 загиблий             | зруйновані житлові будинки та цивільна інфраструктура                |
| 03.05.2025 | Харківська обл.       | Великий Бурлук       | 2 поранено             | пошкоджений житловий будинок, адмінбудівлі, торгівельні заклади      |
| 03.05.2025 | Харківська обл.       | Купʼянськ            | —                      | уражено будівлю державної пожежно-рятувальної частини ДСНС           |
| 04.05.2025 | Запорізька обл.       | Оріхів               | 2 поранено             | внаслідок ударів зруйновані житлові будинки                          |
| 06.05.2025 | Дніпропетровська обл. | Новопавлівка         | —                      | пошкоджена інфраструктура                                            |
| 06.05.2025 | Сумська обл.          | Білопілля            | —                      | пошкоджено понад три десятки домогосподарств, об’єкти інфраструктури |
| 06.05.2025 | Донецька обл.         | Костянтинівка        | —                      | пошкоджена інфраструктура, шляхопровід, ЛЕП                          |
| 07.05.2025 | Дніпропетровська обл. | Покровське           | 8 поранено             | пошкоджено житлові будинки, газогін та ЛЕП                           |
| 07.05.2025 | Дніпропетровська обл. | Новопавлівка         | 1 поранена             | пошкоджені 4 приватні будинки і продуктовий магазин                  |
| 07.05.2025 | Донецька обл.         | Костянтинівка        | 12 поранено            | росіяни скинули авіабомбу на багатоповерхівку                        |
| 08.05.2025 | Сумська обл.          | Миколаївка           | 1 загибла, 2 поранено  | зруйновано і пошкоджено приватні житлові будинки                     |
| 09.05.2025 | Сумська обл.          | Річки                | 1 загибла              | атаковані приватні домогосподарства                                  |
| 10.05.2025 | Харківська обл.       | Купʼянськ            | 2 поранено             | пошкоджені житлові будинки та авто                                   |
| 19.05.2025 | Донецька обл.         | Краматорськ          | 3 поранено             | пошкоджено 29 приватних будинків                                     |
| 22.05.2025 | Харківська обл.       | Куп'янськ-Вузловий   | 1 загибла, 4 поранено  | росіяни скинули авіабомбу на житловий будинок                        |
| 23.05.2025 | Харківська обл.       | Купʼянськ            | 1 загиблий, 1 поранено | атаковано цивільну інфраструктуру                                    |
| 25.05.2025 | Дніпропетровська обл. | Синельниківський р-н | —                      | пошкоджено приватний будинок, АЗС, підприємство                      |
| 25.05.2025 | Харківська обл.       | Купʼянськ            | 2 загиблих, 3 поранено | авіаудар по житловому будинку                                        |
| 27.05.2025 | Сумська обл.          | Суми                 | —                      | пошкоджено промислове підприємство, житлові будинки та авто          |
| 29.05.2025 | Запорізька обл.       | Верхня Терса         | 1 загиблий, 1 поранено | pруйновані та пошкоджені житлові будинки                             |
| 29.05.2025 | Дніпропетровська обл. | Новопавлівка         | 2 поранено             | зруйновано приватний будинок та ще два пошкоджено                    |
| 29.05.2025 | Сумська обл.          | Олексіївка           | —                      | атаковано сільськогосподарські ангари та приміщення                  |
| 31.05.2025 | Харківська обл.       | Безлюдівка           | 2 поранено             | пошкоджено понад 10 приватних домоволодінь                           |
| 31.05.2025 | Харківська обл.       | Васищеве             | 3 поранено             | пошкоджено будівлі та складські приміщення приватного підприємства   |
| 31.05.2025 | Запорізька обл.       | Пологівський р-н     | 1 загибла, 1 поранено  | атаковано приватні житлові будинки, автівки та господарчі споруди    |
| 31.05.2025 | Запорізька обл.       | Верхня Терса         | 2 поранено             | пошкоджені житлові будівлі                                           |
| 31.05.2025 | Донецька обл.         | Словʼянськ           | 2 поранено             | пошкоджено понад 30 приватних житлових будинків, авто                |
| 31.05.2025 | Донецька обл.         | Родинське            | 1 загиблий             | пошкоджено 3 багатоповерхових житлових будинки                       |

### Червень
| дата       | місце                 |                  | жертви                  | подробиці                                                                        |
| ---------- | --------------------- | ---------------- | ----------------------- | -------------------------------------------------------------------------------- |
| 01.06.2025 | Запорізька обл.       | Копані           | 1 загиблий              | атаковані приватні житлові будинки                                               |
| 01.06.2025 | Запорізька обл.       | Тернувате        | 3 загиблих              | зруйнований магазин та поруч розташовані будинки                                 |
| 01.06.2025 | Донецька обл.         | Костянтинівка    | 1 загибла, 4 поранено   | пошкоджено 26 приватних домогосподарств, комунікації, авто                       |
| 04.06.2025 | Донецька обл.         | Родинське        | 3 поранено              | влучання авіабомби у житлову забудову                                            |
| 04.06.2025 | Запорізька обл.       | Запорізька обл.  | 2 поранено              | пошкоджені приватні житлові будинки та авто                                      |
| 05.06.2025 | Херсонська обл.       | Херсон           | 3 поранено              | уражена будівля Херсонської ОДА і житлові будинки                                |
| 05.06.2025 | Херсонська обл.       | Херсон           | —                       | було завдано повторного удару по Херсонській ОДА                                 |
| 07.06.2025 | Дніпропетровська обл. | Межова           | 1 загиблий              | пошкоджено 5 приватних будинків і дитячий садок                                  |
| 07.06.2025 | Харківська обл.       | Харків           | 3 загиблих, 17 поранено | влучання у цивільне підприємство та житлові багатоповерхівки                     |
| 07.06.2025 | Харківська обл.       | Харків           | 3 загиблих, 40 поранено | повторний удар, уражено дитячу залізницю та житлові будинки                      |
| 07.06.2025 | Харківська обл.       | Козача Лопань    | 1 загиблий, 1 поранено  | пошкоджені житлові будинки, автомобілі                                           |
| 11.06.2025 | Дніпропетровська обл. | Великомихайлівка | —                       | пошкоджено житлові будинки                                                       |
| 11.06.2025 | Харківська обл.       | Купʼянськ        | —                       | уражені житлові будинки, господарчі споруди, дитсадок, станцію медичної допомоги |
| 12.06.2025 | Харківська обл.       | Золочів          | 5 поранено              | атаковано житлова забудова                                                       |
| 12.06.2025 | Запорізька обл.       | Гуляйполе        | 1 загиблий, 3 поранено  | атаковані житлові будинки населеного пункту                                      |
| 12.06.2025 | Донецька обл.         | Новодмитрівка    | 1 загибла               | пошкоджені дев'ять приватних житлових будинків                                   |
| 25.06.2025 | Харківська обл.       | Водяне           | 1 загибла, 1 поранено   | удар по приватному житловому сектору                                             |
| 25.06.2025 | Харківська обл.       | Купʼянськ        | 5 поранено              | пошкоджено житловий дев’ятиповерховий будинок                                    |
| 25.06.2025 | Херсонська обл.       | Таврійське       | 1 загиблий              | авіабомбовий удар по житловій забудові                                           |
| 29.06.2025 | Харківська обл.       | Вільхуватка      | —                       | пошкоджені приватні домоволодіння                                                |

### Липень
| дата       | місце                 |                      | жертви                   | подробиці                                                                    |
| ---------- | --------------------- | -------------------- | ------------------------ | ---------------------------------------------------------------------------- |
| 02.07.2025 | Донецька обл.         | Костянтинівка        | 1 поранена               | атаковано ринок                                                              |
| 03.07.2025 | Дніпропетровська обл. | Великомихайлівка     | 1 загиблий               | уражено приватний житловий будинок                                           |
| 06.07.2025 | Донецька обл.         | Костянтинівка        | 2 загиблих               | російські окупанти обстріляли житлову забудову                               |
| 08.07.2025 | Донецька обл.         | Білицьке             | 2 загиблих, 7 поранено   | пошкоджені понад 20 багатоквартирних та приватних будинків                   |
| 08.07.2025 | Донецька обл.         | Родинське            | 2 загиблих, 7 поранено   | пошкоджені понад 20 багатоквартирних та приватних будинків                   |
| 09.07.2025 | Дніпропетровська обл. | Межова               | 2 поранено               | зруйновано та пошкоджено близько 20 приватних будинків, магазин, ЛЕП         |
| 12.07.2025 | Сумська обл.          | Велика Чернеччина    | 2 загиблих               | зруйновано та пошкоджено житлові будинки                                     |
| 12.07.2025 | Харківська обл.       | Харків               | 2 поранено               | пошкоджено об’єкт критичної інфраструктури та житлові будинки                |
| 13.07.2025 | Дніпропетровська обл. | Великомихайлівка     | 1 загибла                | атаковані житлові приватні будинки, загинула 88-річна жінка                  |
| 14.07.2025 | Сумська обл.          | Шостка               | 2 загиблих, 4 поранено   | пошкоджено багатоповерхові та приватні житлові будинки і нежитлові будівлі   |
| 14.07.2025 | Харківська обл.       | Борівське            | 1 загиблий, 4 поранено   | атаковано цивільну інфраструктуру                                            |
| 16.07.2025 | Донецька обл.         | Добропілля           | 3 загиблих, 27 поранено  | удар по торговому центру, пошкоджені житлові будинки                         |
| 18.07.2025 | Запорізька обл.       | Степногірськ         | 1 загиблий               | керованою авіабомбою атаковані житлові багатоповерхівки                      |
| 18.07.2025 | Донецька обл.         | Костянтинівка        | 1 загибла, 4 поранено    | пошкоджено 16 приватних будинків, автотранспорт                              |
| 19.07.2025 | Сумська обл.          | Шостка               | —                        | не встановлено                                                               |
| 20.07.2025 | Харківська обл.       | Старовірівка         | 2 поранено               | пошкоджені приватні домоволодіння та будівля сільської ради                  |
| 21.07.2025 | Сумська обл.          | Суми                 | 12 поранено              | пошкоджені житлові багатоповерхові будинки, торговий центр                   |
| 21.07.2025 | Сумська обл.          | Путивль              | 13 поранено              | уражено АЗС, багатоквартирні і приватні житлові будинки, торговий центр      |
| 22.07.2025 | Донецька обл.         | Краматорськ          | 1 загиблий, 9 поранено   | влучання у багатоквартирний житловий будинок, школу, дитсадок                |
| 22.07.2025 | Донецька обл.         | Слов'янськ           | 4 поранено               | пошкоджені багатоповерхівки та приватні будинки, дитячий садок, адмінбудівля |
| 24.07.2025 | Харківська обл.       | Харків               | 33 поранено              | влучання у багатоповерхівку і цивільне підприємство                          |
| 25.07.2025 | Харківська обл.       | Харків               | 1 загиблий, 6 поранено   | окупати скинули керовану авіабомбу на будівлю медичного закладу              |
| 26.07.2025 | Дніпропетровська обл. | Покровське           | —                        | атакована цивільна інфраструктура                                            |
| 26.07.2025 | Сумська обл.          | Шостка               | 3 поранено               | уражені приватні будинки, багатоповерхіки та обʼєкти інфраструктури          |
| 26.07.2025 | Харківська обл.       | Харків               | 5 поранено               | пошкоджені житлові багатоповерхівки, цивільне підприємство, дороги           |
| 28.07.2025 | Сумська обл.          | Середина-Буда        | 1 поранений              | пошкодження багатоповерхового житлового будинку та торгових приміщень        |
| 29.07.2025 | Запорізька обл.       | Запорізька обл.      | 17 загиблих, 42 поранено | атаковане приміщення пенітенціарної установи, приватні житлові будинки       |
| 29.07.2025 | Дніпропетровська обл. | Синельниківський р-н | 2 загиблих, 3 поранено   | пошкоджено приватні оселі, адмінбудівлю, магазини, АЗС                       |
| 29.07.2025 | Донецька обл.         | Костянтинівка        | 3 поранено               | керованими авіабомбами пошкоджено 8 багатоквартирних будинків                |
| 30.07.2025 | Запорізька обл.       | Гуляйполе            | 1 поранена               | внаслідок ударів зруйновані та пошкоджені житлові будинки                    |
| 31.07.2025 | Запорізька обл.       | Веселянка            | 2 поранено               | зруйнований приватний житловий будинок                                       |
| 31.07.2025 | Запорізька обл.       | Малокатеринівка      | —                        | пошкоджено дачні будинки                                                     |
| 31.07.2025 | Донецька обл.         | Краматорськ          | 7 загиблих, 11 поранено  | атаковано житловий багатоквартирний будинок                                  |

### Серпень
| дата       | місце                 |                      | жертви                  | подробиці                                                                  |
| ---------- | --------------------- | -------------------- | ----------------------- | -------------------------------------------------------------------------- |
| 02.08.2025 | Херсонська обл.       | Херсон               | —                       | удар по мосту через річку Кошеву в Херсоні                                 |
| 03.08.2025 | Херсонська обл.       | Херсон               | 1 загиблий              | повторний удар по мосту через річку Кошеву в Херсоні                       |
| 04.08.2025 | Запорізька обл.       | Гуляйполе            | 2 загиблих              | зруйновано та пошкоджено кілька житлових будинків                          |
| 05.08.2025 | Харківська обл.       | Купʼянськ            | —                       | авіабомбовий удар по житлових будинках                                     |
| 06.08.2025 | Запорізька обл.       | Запорізький р-н      | 2 загиблих, 12 поранено | авіабомбовий удар по базі відпочинку                                       |
| 07.08.2025 | Дніпропетровська обл. | Синельниківський р-н | —                       | пошкоджені приватні житлові та господарські споруди                        |
| 10.08.2025 | Запорізька обл.       | Запоріжжя            | 20 поранено             | російські війська завдали удару по автовокзалу                             |
| 11.08.2025 | Донецька обл.         | Білозерське          | 2 загиблих, 7 поранено  | пошкоджено 8 багатоквартирних будинків та 6 автомобілів                    |
| 12.08.2025 | Донецька обл.         | Костянтинівка        | 2 загиблих              | вибухова хвиля та уламки пошкодили вісім приватних будинків                |
| 14.08.2025 | Дніпропетровська обл. | Межова               | 1 загибла               | атакована цивільна інфраструктура та житлові будинки                       |
| 14.08.2025 | Сумська обл.          | Битиця               | —                       | пошкоджені житлові будинки та лінія електропередач                         |
| 14.08.2025 | Донецька обл.         | Вірівка              | 1 загиблий, 2 поранено  | пошкоджено 4 приватних житлових будинки, заклад освіти, авто               |
| 14.08.2025 | Донецька обл.         | Добропілля           | 1 поранений             | пошкоджено приватний житловий будинок                                      |
| 14.08.2025 | Донецька обл.         | Костянтинівка        | 1 загиблий              | пошкоджено 12 приватних житлових будинків і 4 авто                         |
| 17.08.2025 | Сумська обл.          | Нова Слобода         | 1 поранена              | пошкоджено близько 10 приватних будинків                                   |
| 17.08.2025 | Запорізька обл.       | Новояковлівка        | 1 загиблий, 6 поранено  | атаковано житлову забудову населеного пункту                               |
| 19.08.2025 | Донецька обл.         | Іванопілля           | —                       | руйнувань зазнали чотири десятки приватних осель                           |
| 19.08.2025 | Донецька обл.         | Костянтинівка        | 6 поранено              | пошкоджено багатоквартирні і приватні будинки, заклад освіти, адмінбудівлі |